# Fritz Behn

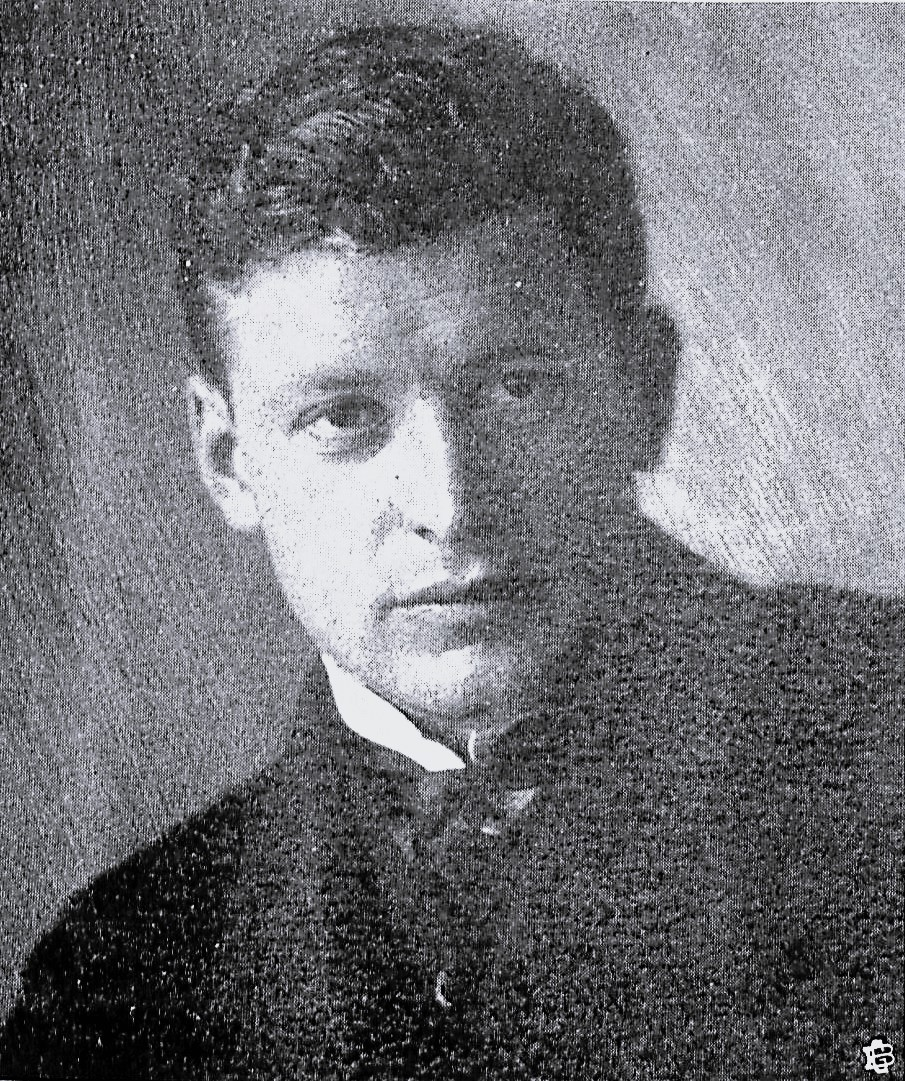
Fritz Behn, ca. 1910

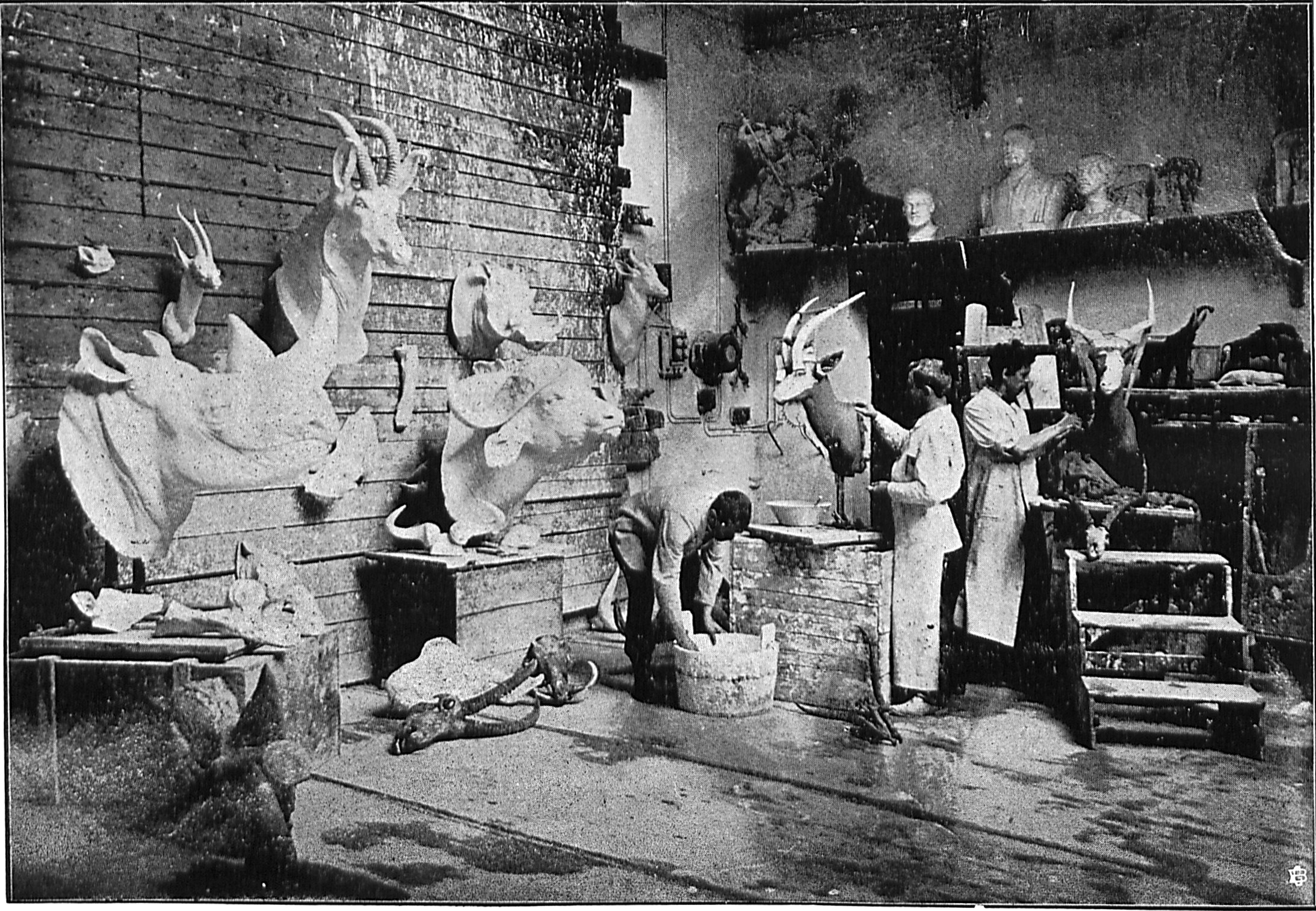
Abgüsse von während der Afrika-Aufenthalte Behns angeblich selbsterlegten Tieren

Fritz Behn (* 16. Juni 1878 in Klein Grabow; † 26. Januar 1970 in München; vollständiger Name Max Adolf Friedrich Behn) war ein deutscher Bildhauer, der vor allem mit seiner afrikanischen Tierplastik Bedeutung erlangte.

## Leben und Werk

### Bis zum Ende des Ersten Weltkriegs 1918
Fritz Behn wurde auf dem Landgut seiner Eltern in Klein Grabow bei Güstrow geboren. Er war ein Enkel des Lübecker Bürgermeisters Heinrich Theodor Behn und Urenkel des Lübecker Arztes Georg Heinrich Behn.
Nach dem Besuch der Nikolaischule in Leipzig wechselte Behn 1893 an das Katharineum zu Lübeck, wo er Ostern 1898 sein Abitur ablegte. Von 1898 bis 1900 besuchte er die Kunstakademie München, zuerst für ein Semester in der Naturklasse und dann in der Bildhauerklasse. Er war dort Schüler von Wilhelm von Rümann. Mit 22 Jahren machte Behn sich als Bildhauer selbstständig. Er schloss sich dem Kreis um den Bildhauer Adolf von Hildebrand an und wurde Mitglied der Münchener Secession.
Bereits in Leipzig zeigte sich seine künstlerische Begabung. Er reichte als Vierzehnjähriger bei einem Preisausschreiben der Zeitschrift Der Gute Kamerad erfolgreich einen Entwurf für ein Old Shatterhand-Denkmal ein. In München gehörte er zu den frühen Mitgliedern des Deutschen Künstlerbundes und beteiligte sich an dessen erster Ausstellung 1904 im Münchener Königlichen Ausstellungsgebäude am Königsplatz mit einer Bronzebüste des belgischen Grafikers Georges-Marie Baltus (1874–1967), sowie mehreren Plaketten und einem Goethe-Relief.
In den Jahren 1905, 1907 und 1909 war Behn auf der Biennale in Venedig vertreten. In diesen Jahren entstanden abgesehen von Grabdenkmälern und Porträtbüsten eine ganze Reihe von Werken im öffentlichen Raum: Schiller-Brunnen in Essen (1905), Tritonengruppe am Gebäude des Aquarium Stazione Zoologica Anton Dohrn in Neapel (1906), Johannes-Brunnen in Lübeck (1907), Prinzregent-Luitpold-Brunnen in Ansbach (1908), Gruppe „Kraft“ im Bavariapark in München (1908), Wolfsbrunnen im Schloss Wolfsbrunn in Hartenstein (1911/1912), Figur des St. Michael in Ritterrüstung an der Fassade des Schlosses Sigmaringen (vor 1912), Prinzregent-Ludwig-Brunnen in Murnau am Staffelsee (1913).
1907/1908 und 1909/1910 folgten zwei mehrmonatige Reisen in die Kolonie Deutsch-Ostafrika. Von dem auf den Reisen erlegten Großwild fertigte er anatomische Zeichnungen und Gipsabgüsse an, die er mit nach München brachte und in seinem Atelier aufstellte. Unter dem Eindruck seiner Afrika-Reisen entstanden in den folgenden Jahren Groß- und Kleinplastiken von Löwen, Leoparden, Antilopen, Büffeln, Nashörnern und Elefanten. Diese Arbeiten gehören zu den wichtigsten Werken seines Œuvres. Mit seinen afrikanischen Tierplastiken fand Behn auch international Anerkennung. Der Kunsthistoriker Kineton Parkes schrieb im Jahr 1929: He is acknowledged as the leading Tierplastiker of Germany, as Barye was of France and J. M. Swan of England. Im Jahr 1917 veröffentlichte Behn sein Buch ‚Haizuru…‘ Ein Bildhauer in Afrika.
Ab 1911 war er Mitglied der Deutschen Kolonialgesellschaft. Er war ein entschiedener Befürworter der Kolonialherrschaft. So vertrat er ein kolonialistisches Weltbild, das mit rassistischen Auffassungen einherging. Der Weiße sei in den Kolonien entweder „Herr“ oder gar nicht. Die Kolonialfrage sei keine der Menschenrechte, der Gleichheit, der Freiheit oder der Moral. Das deutsche Kaiserreich („wir“) würde nicht deshalb Kolonien haben wollen, damit die Augen der Schwarzen leuchteten, „sondern weil wir uns ausdehnen müssen.“ „Rassenmischungen“ lehnte er in der Zur Frage der Mischehen betitelten Schrift entschieden ab. Er setzte sich für den Natur- und Wildschutz in den Kolonien ein.
Prinzregent Luitpold von Bayern verlieh Fritz Behn im Jahr 1910 den Titel „Königlich bayerischer Professor“ auf Lebenszeit. In der Zeit vor und nach dem Ersten Weltkrieg erhielt er Berufungen an die Technische Hochschule Stuttgart, die Technische Hochschule München und die Kunstakademie Weimar. Keine der Berufungen nimmt er an. Im Winter 1911/1912 ging er zu einem längeren Studienaufenthalt nach Paris und besuchte den französischen Bildhauer Auguste Rodin. Weitere Reisen führten ihn nach Italien und London.
1913 gewann Behn die Ausschreibung für ein in Berlin zu errichtendes Kolonialkriegerdenkmal „für die auf außereuropäischem Boden im Kampfe gebliebenen Deutschen“. Behns Entwurf sah die Figur eines monumentalen aufgesockelten afrikanischen Elefanten als Hauptmotiv des Denkmals vor. Der Entwurf fiel allerdings bei der Kritik und in der Öffentlichkeit durch. Das auf Beschluss des Reichstags, des Bundesrats sowie mit Billigung und im Auftrag des Reichskanzlers projektierte Kolonialkriegerdenkmal trat mit einem reichsweiten Geltungs- und Wirkungsanspruch auf. Es sollte das zentrale Kolonialdenkmal auf deutschem Boden werden. Das Berliner Denkmalprojekt gelangte jedoch infolge des Ausbruchs des Ersten Weltkrieges nicht zur Ausführung.
Am 17. Januar 1913 fand die Eröffnung der Ausstellung „Collection II“ in der Münchner Galerie Thannhauser statt, auf der neben Bildern von Franz Marc Plastiken von Fritz Behn gezeigt wurden. Thomas Mann veröffentlichte sein Essay „Für Fritz Behn“.
Bei Kriegsbeginn Ende Juli 1914 meldete er sich als Freiwilliger. Er kam zunächst an der Westfront zum Einsatz. Da er an der Lunge erkrankte, wurde er Mitte März 1915 nach Lille ins Hauptquartier der 6. Armee versetzt. Behns Demobilisierung erfolgte am 22. Januar 1916. Nach München zurückgekehrt, nahm er seine bildhauerische Arbeit wieder auf. Auf der Franz Marc-Gedächtnisausstellung, die 1916 in den Räumen der Neuen Secession in München stattfand, wurden neben Gemälden von Franz Marc Werke von Fritz Behn, Ernst Ludwig Kirchner, Edvard Munch und Hermann Huber gezeigt. 
Vermutlich im Frühjahr 1917 wurde er zu einem längeren Einsatz im Ägäischen Meer abkommandiert. Nach einem Aufenthalt in einem Lazarett in Konstantinopel kehrte er im Sommer 1918 nach Deutschland zurück. Im Auftrag der Kriegsgräberfürsorge betätigte er sich kurzzeitig als Berater auf Soldatenfriedhöfen in Belgien und Nordfrankreich. Seit Kriegsbeginn vertrat er ausgesprochen nationalistische und antidemokratische Positionen.

### Weimarer Republik
Ende des Jahres 1919 verlegte Behn seinen Wohnsitz nach Scharnitz im Karwendel-Gebirge, wo er ein Landhaus besaß; sein Münchner Atelier behielt er bei. In den ersten Nachkriegsjahren bewegte sich Behn sowohl in konservativen wie in rechtsradikalen Kreisen. Er vertrat monarchistisch-nationalistische und antidemokratische Positionen. Eine Zeit lang war er Präsident des Ende März 1920 von ihm mitbegründeten „Bayerischen Ordnungsblockes“, eines Verbandes völkisch-nationalistischer Organisationen. Auch in zahlreichen Zeitschriftenartikeln positionierte er sich auf Seiten der extremen Rechten. 1920 publizierte er die Broschüre ’Freiheit’. Politische Randbemerkungen.
Bereits um 1920 engagierte sich Behn im Umkreis der Nationalsozialisten. Die von ihm selbst überlieferte, nach 1945 geleugnete frühe Mitgliedschaft in der NSDAP ist in den einschlägigen Archivquellen allerdings nicht nachzuweisen. 1923 soll er der SA beigetreten sein. Kontakte zu Adolf Hitler können seit 1921 nachgewiesen werden. In den folgenden Jahren wandte er sich von der NSDAP wieder ab, stand aber gegen Ende der 1920er Jahre der NS-Bewegung aufgrund ihrer Wahlerfolge wieder wohlwollend gegenüber, ohne der 1925 neugegründeten NSDAP beizutreten.
Seine politischen Präferenzen brachte er auch mit kunstpolitischen Urteilen in der Öffentlichkeit zum Ausdruck. Als 1921 probeweise eine Christusfigur des Expressionisten Ludwig Gies im Lübecker Dom aufgehängt wurde, äußerte sich Behn abfällig über die Holzskulptur, die 1922 von Unbekannten heruntergerissen und 1937 in der Ausstellung „Entartete Kunst“ als ein Beispiel für „kulturbolschewistische“ Kunst gezeigt wurde.
Vom Textilunternehmer Otto Pongs wurden 1925 in Viersen 10.000 Mark zur Errichtung eines Denkmals zum „Gedächtnis der gefallenen Söhne unserer Stadt“ gestiftet. Die Summe wurde durch weitere Spenden vergrößert. Der Grundstein wurde am 9. Mai 1926, dem ersten Sonntag nach Abzug der belgischen Besatzungsstreitkräfte, gelegt. Für einen Entwurf Behns hatte der Denkmalausschuss sich nach einem Besuch in dessen Münchner Atelier entschieden. Der schon in den Jahren zuvor entstandene Entwurf zeigt in Anlehnung an das Pietà-Motiv eine sitzende trauernde Mutter mit ihrem toten Sohn auf dem Schoß. Das Denkmal aus Muschelkalk hat eine Höhe von vier Metern. Da die Darstellung des Sohnes als Aktfigur auf Kritik stieß, erhielt die Kriegerfigur einen Lendenschurz. Das Denkmal wurde am 9. August 1926 eingeweiht. 
Die Stadt Viersen bewertete das Monument im Jahr 2005 wie folgt: „Das Kriegerdenkmal ist in dieser Ausführung ein typisches Beispiel seiner Zeit, in der Ehrenmale als Sinnbilder für Opfermut und Heldentum sowie als Appell, alles „für das Vaterland“ zu geben, verstanden werden. […] Ein Kriegerdenkmal soll die Angehörigen trösten, dem Tod einen Sinn verleihen und die Überlebenden auf das Vorbild der Opfer verpflichten. Die gehaltenen Reden zur Grundsteinlegung und Enthüllung des Viersener Kriegerdenkmals spiegeln den Zeitgeist wider. Dennoch handelt sich um ein betont unheroisches Denkmal, das Trauer und Leid in den Mittelpunkt stellt, indem es eine toten Soldaten und eine trauernde Mutter zeigt.“

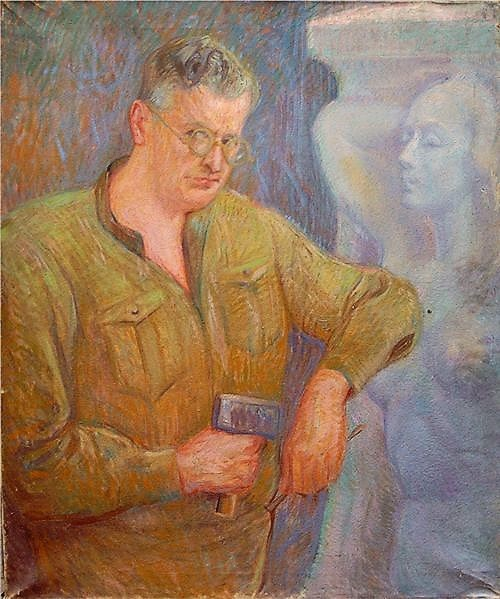
Johannes Martini: Behn bei der Arbeit (um 1928)

Wegen der schwierigen finanziellen Lage infolge der Inflation und ausbleibender Aufträge lebte Fritz Behn zwischen 1923 und 1925 in Buenos Aires/Argentinien. In den zwei Jahren erhielt er vor allem Aufträge für Porträtbüsten und Grabmäler. Die Verdienstmöglichkeiten waren so gut, dass er noch von Argentinien aus den Bau eines neuen Atelierhauses in München in Auftrag geben konnte. Nach seiner Rückkehr nach München bezog er sein neu errichtetes Wohn- und Atelierhaus in der Kunigundenstraße 28 in Schwabing. 
Schon ab Ende des Ersten Weltkrieges, dann vor allem nach 1925 trat der Industriemanager und Wirtschaftsfunktionär Paul Reusch als Mäzen von Fritz Behn auf. Der „Ruhrbaron“ erwarb Werke von Behn und vermittelte eine ganze Reihe von Aufträgen der Großindustrie zur Errichtung von Krieger- und Personendenkmälern. Es entstand auch weiterhin eine große Zahl von Tierplastiken. Ab 1926 war Behn mit dem Kulturphilosophen Oswald Spengler befreundet. Dieser galt in den 1920er Jahren als Graue Eminenz der süddeutschen Republikfeindschaft und intellektueller Stichwortgeber der sog. „Konservativen Revolution“.
Auch als er nicht mehr in Lübeck tätig war, kehrte er häufig dorthin zurück. Wie Thomas Mann aus München und Hermann Abendroth – beide waren wie er in Lübeck einst von Ida Boy-Ed gefördert worden – war Behn 1926 einer der geladenen Gäste zur 700-Jahr-Feier der Stadt. Der Höhepunkt des Festes am 6. Juni 1926 fiel mit dem 51. Geburtstag Thomas Manns zusammen. Deren ehemalige Mäzenin lud sie in ihre Wohnung am Burgtor von wo aus sie den Festzug verfolgten. Im Anschluss feierten sie Manns Geburtstag.
Im Jahr 1927 zum Präsidenten der Münchner Künstlergenossenschaft gewählt, leitete Behn die Jahresausstellung im Münchner Glaspalast. Behn sorgte in dieser Position für die Vergabe des Professorentitels an den sich zum Nationalsozialismus bekennenden Maler Edmund Steppes, der 1923 im Völkischen Beobachter gegen Alfred Rosenbergs positive Beurteilung des Expressionismus angeschrieben hatte und dort weiter schrieb.
1927 wurde er selbst Mitarbeiter für bildende Kunst im Feuilleton des Völkischen Beobachters. Dazu prädestinierte ihn, dass er „als erklärter Anti-Modernist“ gegen die avantgardistischen Strömungen der 1920er Jahre und gegen das, wie er 1931 im Völkischen Beobachter mitteilte, „Chaos der Kulturzersetzung“ ankämpfte.
Zu dieser Zeit war Behn, der für München einige koloniale Plastiken, etwa eine Löwenfigur im Tierpark Hellabrunn, gestaltet hatte, ein gern gesehener Vortragender bei der „Kriegerschaft deutscher Kolonialtruppen München“, deren Ehrenvorsitzender der rechtsextreme Multifunktionär Franz Ritter von Epp war. Die Deutsche Kolonialgesellschaft beachtete Behn in ihren Veröffentlichungen, so etwa anlässlich seines Geburtstages: Die Kunst im Dienste der Kolonial-Idee. Fritz Behn zum 50. Geburtstag in ihrer Zeitschrift.
1928 gehörte Behn zu den Initiatoren des nationalsozialistischen Kampfbunds für deutsche Kultur. Dieser beabsichtigte, „die Werte des deutschen Charakters“, „sittliche und soldatische Werte“ zu vertreten und zu verteidigen und über Zusammenhänge zwischen Rasse, Kultur und Kunst zu informieren. Die Mitgliedschaft im Kampfbund setzte die Mitgliedschaft in der NSDAP voraus. Behns politische Haltung fand in seinem künstlerischen Werk Ausdruck, so in zahlreichen Denkmälern militärischer Gedenkpolitik und -kultur (Kriegerdenkmale), im Bremer Kolonial-Ehrenmal (1932), in einer Bronzebüste für den Altparteigenossen ehrenhalber der österreichischen NSDAP und Hitler-Verehrer Heinrich von Srbik, im überlebensgroßen Sämann aus Bronze (1925), der 1940 in einer Ausstellung an der Akademie der bildenden Künste Wien gezeigt wurde, oder einem Frauenakt in Stein.
Am Altar der Kirche des Schlosses Ivenack wurde 1929, gestiftet von dem Grafenpaar Plessen, ein Kriegerdenkmal aus der Behnschen Werkstatt eingeweiht. Es zeigt einen betenden Soldaten auf dem besiegten Feindtier und setzt so die Vorstellung eines im Felde unbesiegten Heeres um. Sowohl die Umsetzung der Dolchstoßlegende als auch die Darstellung des Feindes als Tier sind für deutsche Kriegerdenkmale 1929 ungewöhnlich.

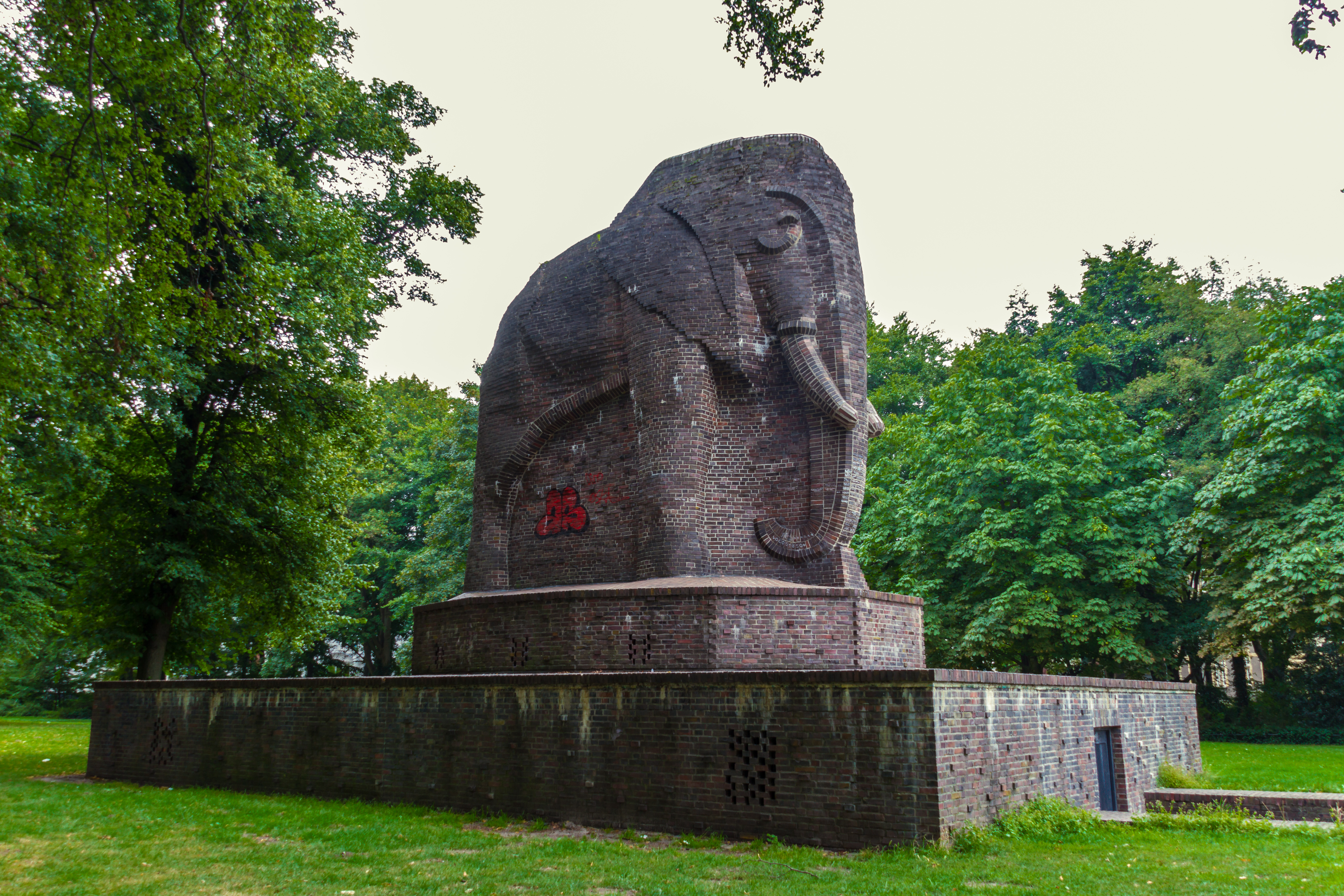
Ehemaliges Reichskolonialehrenmal Foto von 2013

Das von Behn als zentrales Monument der Reichskolonialbewegung, hier der Deutschen Kolonialgesellschaft, für die Überseehafenstadt Bremen entworfene und 1931 fertiggestellte „Reichskolonialehrenmal“ löste eine kontroverse lokale Diskussion aus, so dass es erst 1932 eingeweiht werden konnte. Es zeigte einen überlebensgroßen Elefanten und unter anderem ein ehrendes Bildnis des äußerst umstrittenen Kolonialoffiziers Paul von Lettow-Vorbeck, der führend an der genozidalen Niederschlagung des Herero- und des Nama-Aufstands in Deutsch-Südwestafrika (1904–1907) und am rechtsextremistischen Kapp-Putsch 1920 gegen die verfassungsmäßige Regierung beteiligt gewesen war. Unterhalb des Elefanten lag eine Krypta, in der die Namensliste der rund 1.500 deutschen Kolonialsoldaten verwahrt wurde, die den Ersten Weltkrieg nicht überlebt hatten. An den Seiten waren auf Tafeln die Namen der mit dem Friedensvertrag von Versailles verlorenen deutschen Kolonien angebracht. Der Entwurf stammte von Behn.
1931/1932 folgte eine weitere Reise nach Afrika. Behn war inzwischen ein „Star der kolonialistischen Bewegung“ (Wolfgang Schieder), wozu auch seine Afrikabücher beitrugen.
1931 fertigte er im Auftrag des Stifters Paul Reusch, gewichtiger Industrieller und Gründer der geheimen „Ruhrlade“, eine Bismarck-Statue für München. Die „Ruhrlade“ unterstützte seit 1931 mit hohen Beträgen die NSDAP, und Reusch befürwortete eine Machtübergabe an diese Partei. Bismarck ist als mythische Heldengestalt, als wachsamer Hüter des Reiches nach dem Vorbild des Hamburger Bismarckdenkmals (erbaut 1901–1906) dargestellt.
Um den Aufstellungsort am Deutschen Museum gab es Streit, in dem Behn unterlag. Oskar von Miller, Begründer des Deutschen Museums, lehnte eine Aufstellung des Denkmals auf dem Gelände des Museums ab, da Bismarck zwar als Reichsgründer seine Bedeutung habe, Technik und Wissenschaft seien von ihm aber nur indirekt gefördert worden. Der Völkische Beobachter attackierte Miller als Parteigänger der „Räteregierung“ und „Internationalisten“, der einen deutschen Staatsmann nicht würdige. Noch heute steht die mächtige Bismarck-Statue auf städtischem Boden, nicht auf Museumsgrund. Behn versuchte ein weiteres Projekt in München durchzudrücken, einen Brunnen für den Platz am Sendlinger Tor, der größere und kostspielige Baumaßnahmen erfordert hätte. Behn habe nur – so die Bürgermeister – einen Skandal verursachen wollen; in Folge lehnte der städtische Bauausschuss einstimmig die „nationalsozialistischen Forderungen“ ab. Behn sei ein talentierter Künstler, aber auch ein brutaler Mann.
1931 wurde anlässlich des 100. Geburtstags Wilhelm Raabes in Braunschweig ein Wilhelm Raabe-Brunnen eingeweiht, dessen Gestaltung von Behn stammte. Kopf hinter dem Brunnenprojekt war Theodor Abitz-Schultze (1878–1963), Vorsitzender der in München ansässigen, 1931 gegründeten „Raabe-Stiftung“, deren weitere Vorstandsmitglieder Börries von Münchhausen und Werner Jansen waren. Die beiden Letztgenannten wurden zu Exponenten der NS-Literaturpolitik. Unterstützt wurde der Aufruf zum Denkmalsbau von einer größeren Zahl bekannter Schriftsteller, die zum Teil explizit nicht zum völkisch-nationalsozialistischen Spektrum gehörten wie Thomas Mann, Fritz von Unruh, Heinrich Vogeler. Abitz-Schultze hatte auch Behn als Gestalter durchgesetzt. Laut Horst Denkler ist Behns Raabe-Denkmal durch „Geschmacksverirrungen“ und „heroisch-poetisch verkitschte“ Darstellungen gekennzeichnet. Raabe sei auf dem Denkmal zum ritterlichen Einhorn-Liebhaber stilisiert worden.

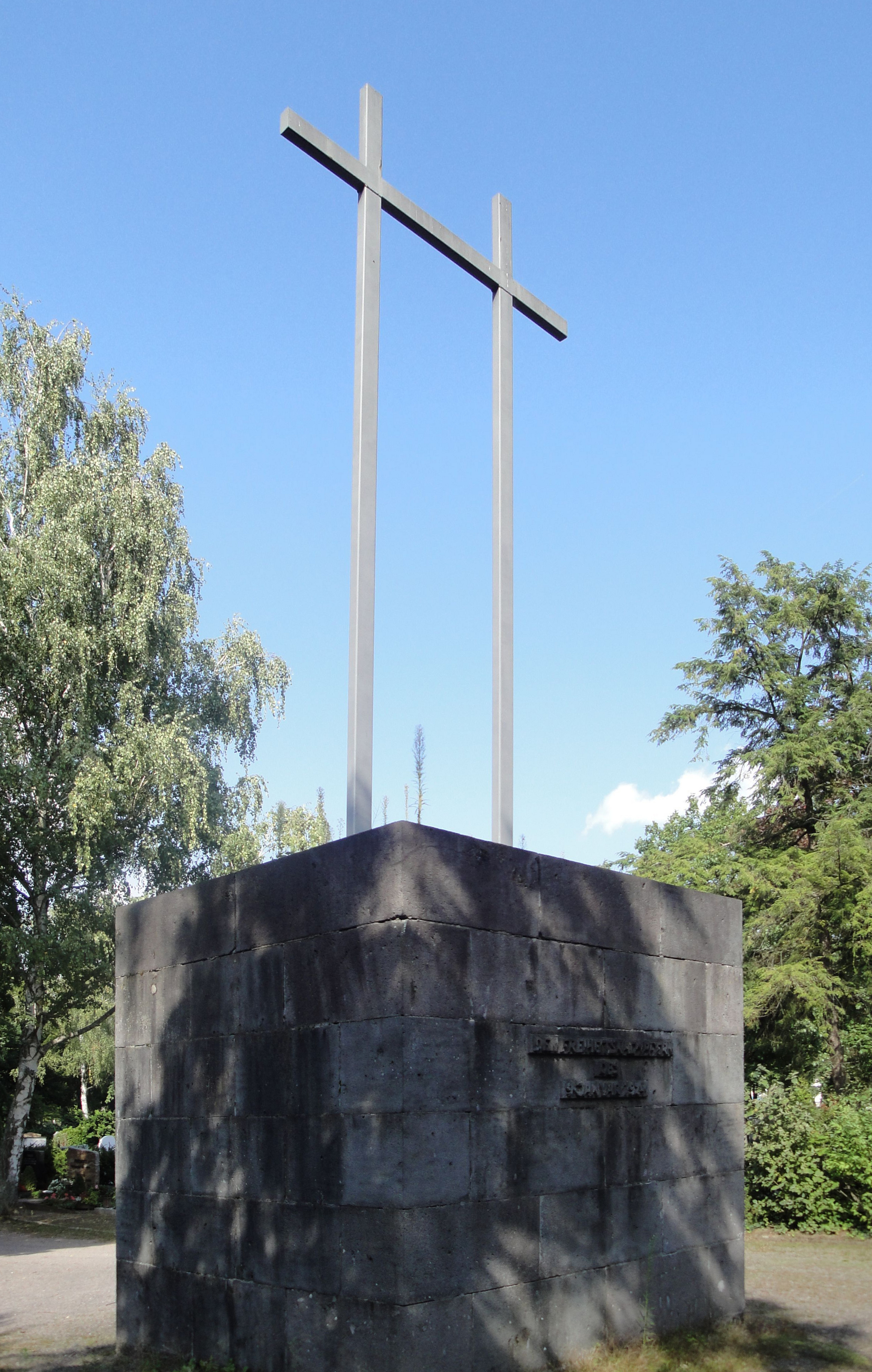
Hellinger-Wiesmann-Denkmal gestaltet von Behn auf dem Friedhof Speyer

Das Ehrenmal in Speyer für zwei der Attentäter auf die Regierung der pfälzischen Separatisten um Franz Josef Heinz, die beim Attentat umgekommenen Franz Hellinger und Ferdinand Wiesmann, die beide von Rechtsextremisten als „Märtyrer der nationalen Sache“ verehrt wurden, wurde 1931 von Behn entworfen. Den Auftrag zu dem Mord an den Separatisten hatte die bayerische Regierung erteilt, die Attentätergruppe wurde von Edgar Julius Jung geleitet.

### Ab 1933 in der Zeit des Nationalsozialismus
Eine eigene Beziehung verband ihn mit Benito Mussolini, dem Führer der italienischen Faschisten. Schieder schätzt in diesem Zusammenhang Behn als „philofaschistischen Gesinnungskünstler“ und als „kritiklosen Bewunderer des ‚Duce‘“ ein, von dem Behn im Sommer 1934 mehrfach zu Audienzen eingeladen wurde. Behn habe Mussolini bei der Verfertigung einer martialischen Porphyrbüste, die nach seinem Rombesuch entstand, mit „höchstmöglicher Bewunderung“ als „großes edles Tier, geladen mit Energie und Kraft“ dargestellt. Er publizierte dazu 1934 ein Buch (Bei Mussolini – Eine Bildnisstudie), in dem er sich auch als Antisemit artikulierte. So versprach er sich unter anderem „auch“ von Mussolini „eine präzise Antwort“ auf die „Judenfrage“, „denn die Juden scheinen sich auch dort [in Italien] zu sammeln“, was zu bekämpfen sei. 1937 erschien in der Bibliothek der Unterhaltung und des Wissens der Union Deutsche Verlagsgesellschaft unter dem nationalsozialistischen Verleger Georg von Holtzbrinck eine weitere Stellungnahme Behns: „Bei Mussolini“.
1937 schuf Behn für die neuerrichtete Lutherkirche der Lübecker Luther-Kirchengemeinde ein Relief des Namensgebers in Übergröße und mit martialischen Gesichtszügen. Der Pfarrer der auftraggebenden Gemeinde war seit den 1920er Jahren „überzeugter Nationalsozialist und gehörte dem antisemitischen Bund für Deutsche Kirche an“. Vor Behn war bereits der ebenfalls Lübeck eng verbundene völkisch-nationalsozialistische bildende Künstler Erich Klahn dort im Gemeindeauftrag tätig geworden.
Im April und Mai 1937 war Behn in der Ausstellung „Deutsche Baukunst und Deutsche Plastik“ der von dem nationalsozialistischen Architekten Alexander Popp geführten Wiener Secession vertreten, die eine umfangreiche Präsentation „nationalsozialistischer Kunstauffassung“ in Österreich darbot (Susanne Panholzer-Hehenberger: „Die Propagandafunktion war offenkundig.“) Wie die anderen deutschen Beiträger wurde er zugleich zu einem korrespondierenden Mitglieder der Secession ernannt.

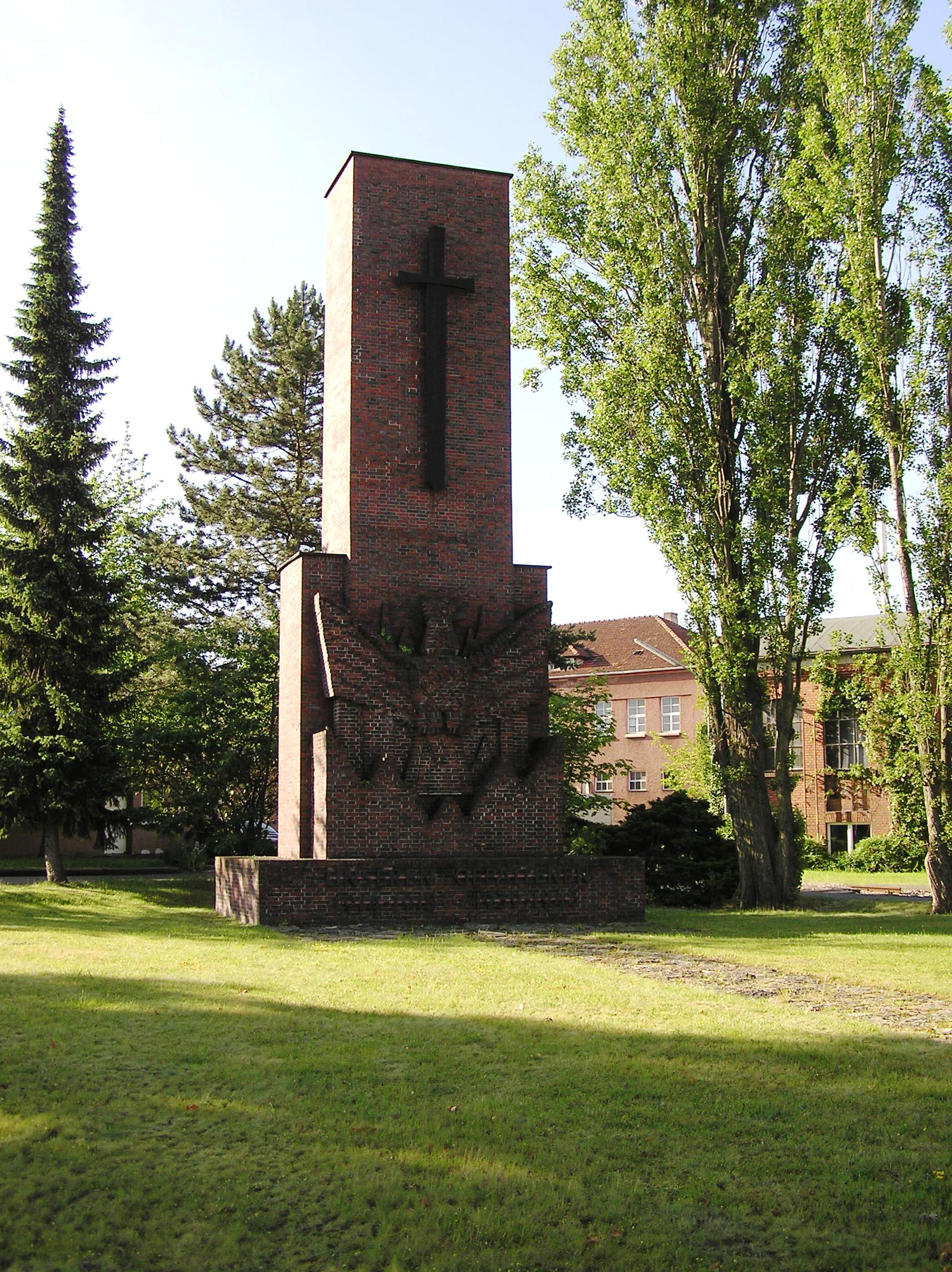
MAN Ehrenmal für 450 im WK I gefallene Mitarbeiter in Nürnberg, 1936 gestaltet von Behn. Die Nationalsozialistischen Monatshefte bilden es anlässlich eines Artikels zum 60. Geburtstag Behns ab. Die moderne Aufnahme zeigt eine neue Inschrift und das Schwert ist um seine Spitze verstümmelt.

Die Nationalsozialistischen Monatshefte veröffentlichten 1938 in fünf Ausgaben ganzseitige, schwarz-weiße Kunstdrucke mit Behns Werken, darunter drei Gemälde von afrikanischen Reisen, ein „Elch im Nebel“ und das Foto einer Plastik mit dem Titel „Arbeiterfigur“. In der Dezemberausgabe folgte ein Artikel Tatmensch und Künstler: Fritz Behn, dem wiederum Kunstdrucke u. a. von zwei afrikanischen Gemälden, dazu ein Bild des MAN-Ehrenmals, ein Foto des Künstlers und Fotos zahlreicher Tierplastiken beigefügt sind. Für die NS-Monatshefte zählte Behn zu den „nordischen und deutschen Vollmenschen“. Er sei in einer Reihe mit Goethe und Nietzsche zu nennen. Vor allem sein Heroismus hatte es den Heften angetan: „Behn schuf in seiner afrikanischen Tierplastik den Typus einer neuen, nicht mehr im Atelier erdachten, sondern auf Erfahrung beruhenden, erkämpften heroischen Monumentalität.“ Das afrikanische Großwild entspreche der Erfahrungswelt der Ureuropäer. Auch „deutsches Wild“ zeige er in einer „heroisch-kämpferischen Haltung“. Behn sei nicht nur Tierplastiker, seine Ehrenmale für die Gefallenen des Ersten Weltkrieges seien geprägt von seinem „Frontkämpfererlebnis“ und in der Büste für Hans Pfitzner, einen unbändigen Kämpfer gegen „artfremde“ Musik, begeistere ein heroischer Tatmensch sich über einen anderen.
1937 bis 1940 war er auf den Großen Deutschen Kunstausstellungen im Haus der Deutschen Kunst in München mit fünfzehn Tierplastiken und drei figürlichen Skulpturen (1938: Arbeiterfigur und Gehendes Mädchen sowie 1939: Sämann) vertreten.
Nach dem Anschluss Österreichs wurde der am Kubismus orientierte Albert Bechtold von den Nationalsozialisten aus politischen Gründen aus der Akademie der bildenden Künste Wien, wo er die Bildhauerklasse leitete, entfernt und zunächst durch eine von der NSDAP-Landesleitung eingesetzte kommissarische Führung ersetzt. Behn wurde zunächst im Januar 1939 mit einer Ausstellung geehrt, aber noch nicht berufen. 1940 wurde Behn in der Nachfolge zum leitenden Bildhauer und auch zum Direktor der Akademie berufen, eine Funktion, die er als Professor bis zu seiner Dienstenthebung mit dem Ende des Nationalsozialismus innehatte. Behn war mit dem Argument als Nachfolger von Bechtold vorgeschlagen worden, dass er im „Parteileben eine führende Stellung einnehme“. Behn wurde zum „Umfeld“ des späteren Gauleiters von Wien Baldur von Schirach gezählt.
Zur Hundertjahrfeier 1940 errichtete die Firma MAN in Augsburg ein Standbild ihres Gründers Heinrich von Buz, das Fritz Behn entworfen hat. Im August 1941 war Behn auf Einladung des Salzburger Gauleiters Friedrich Rainer Gast der Salzburger Festspiele.
1941/1942 durfte er an der Jubiläumsausstellung der „Gesellschaft bildender Künstler Wien“ im Künstlerhaus anlässlich ihres 80-jährigen Bestehens teilnehmen, die den „wohl repräsentativsten Querschnitt, insbesondere für die Plastik“ der NS-Kunst zeigte.
1942 beauftragte Schirach Behn mit einer Büste des NS-nahen Komponisten Richard Strauss, die sich heute im Besitz des Staates Österreich befindet. 1943 und 1944 erwarb er weitere Musikerbüsten Behns: Hans Knappertsbusch, Wilhelm Furtwängler und Edwin Fischer.
1943 erhielt Behn gemeinsam mit Asmus Jessen, Erich Klahn und Hans Heitmann den zum ersten und letzten Mal vergebenen Emanuel-Geibel-Preis der Stadt Lübeck. Die Preisvorschläge der Lübecker Verwaltung bedurften der Zustimmung durch die NSDAP, die sie erhielten. Im gleichen Jahr verlieh Adolf Hitler ihm die Goethe-Medaille für Kunst und Wissenschaft.
Zeitweise war Behn auch für die Zeitschrift Kulturdienst der NS-Kulturgemeinde verantwortlich. Behn stand auf der Gottbegnadeten-Liste der wichtigsten bildenden Künstler des Regimes. Auch mit verschiedenen Schriften trat Behn im Nationalsozialismus hervor. So publizierte er 1934 Bei Mussolini und 1935 Deutsches Wild im deutschen Wald. Zu diesem Buch schrieb ihm sein Freund Georg Escherich, Gründer der rechtsterroristischen „Orgesch“, das Geleitwort.

### Nach 1945
Im Juni 1945 erfolgte die Amtsenthebung von Behn an der Wiener Kunstakademie durch das Wiener Staatsamt für Volksaufklärung, Unterricht, Erziehung und Kultusangelegenheiten. Der aus dem Exil in der Schweiz zurückgekehrte Bildhauer Fritz Wotruba wurde sein Nachfolger. Die Spruchkammer München stufte Behn in die Gruppe 5 der „Entlasteten“ ein. Behn klagte, Fritz Wotruba und andere würden ihn mit Hilfe einer „Linkspresse“ zum „Nazi-Bildhauer“ stempeln. Er habe jedoch in Gegnerschaft zum NS-Regime gestanden und habe keine Aufträge von dem NS-Regime erhalten. Fritz Behn lebte mittellos in seinem Landhaus in Ehrwald (Tirol) und betrieb dort eine Bildhauerschule. Im Jahr 1951 zog er nach München zurück. Er erhielt eine Pension von der Bundesrepublik Deutschland.
Wegen seiner Nähe zum NS-Regime galt Behn im westdeutschen Kulturbetrieb zunächst als nicht mehr vertretbar. Er fertigte nun u. a. Porträts von Maria Callas, Ricarda Huch, Albert Schweitzer, Theodor Heuss, Pius XII. und von Paul von Lettow-Vorbeck. Im Juni 1956 fand die Eröffnung einer Behn-Ausstellung in der Technischen Hochschule München mit mehr als 140 Plastiken und Zeichnungen statt. Keine andere, der von Behn zuvor angesprochenen Kunstinstitutionen in München war bereit gewesen, ihm Räumlichkeiten zur Verfügung zu stellen.
1960 fertigte Behn die Großplastik eines Kudu für Windhuk an, Hauptstadt des von Südafrika besetzten Territoriums, der vormaligen Kolonie „Deutsch-Südwestafrika“. 1968 wurde er zu seinem 90. Geburtstag mit der Lübecker Senatsplakette ausgezeichnet. 1969 wurde in Günsbach im Elsass das schon einige Jahre zuvor von Behn fertiggestellte Albert-Schweitzer-Denkmal eingeweiht.
Fritz Behn starb am 26. Januar 1970 in seiner Münchner Atelierwohnung in der Ungererstraße 25. Er wurde auf dem Münchener Nordfriedhof beigesetzt.
1973 wurde auf Initiative von Fritz Kiehn, vormals NSDAP-Reichstagsabgeordneter mit dem Ehrentitel „Alter Parteigenosse“, in Bad Dürrheim (Schwarzwald) ein Fritz-Behn-Museum eröffnet. Robert von Schirach, Sohn des NS-Reichsjugendführers Baldur von Schirach und Großjagdführer in Tanganjika, vermittelte den Kontakt zwischen den beiden. Durch Zahlung einer Pension an Behn hatte sich Kiehn die Rechte an dessen Werken gesichert. Weitere Skulpturen beschaffte Kiehn für seine Heimatstadt Trossingen. Bei der Eröffnung erklärte Kiehn Behn zu einem der bedeutendsten deutschen Bildhauer des 20. Jahrhunderts. Auch im Bad Dürrheimer Kurpark wurden Tierplastiken und andere Skulpturen von Behn aufgestellt.
Im Jahr 2006 erfolgte die Schließung des Fritz-Behn-Museums in Bad Dürrheim. Die Stadt hatte den Vertrag zwischen der Erbengemeinschaft Kiehn zum Oktober 2008 gekündigt, nachdem 2004 das Museum kaum noch Besucher hatte. 2007 kam der Werkbestand des aufgelösten Fritz-Behn-Museums beim Münchner Auktionshaus Neumeister zur Versteigerung. Die meisten Arbeiten gelangten in die private Sammlung von Karl H. Knauf in Berlin.
In der neueren Kunstgeschichtsschreibung fällt die Beurteilung von Fritz Behn zwiespältig aus: Einerseits könne er mit seinen Tierplastiken zu den wichtigen Animaliers des 20. Jahrhunderts gezählt werden. Andererseits habe der politisierende Bildhauer Behn sich und seine Lebensleistung durch seine schon lange vor 1933 begonnene Mitarbeit auf Seiten der extremen Rechten – von seinem kolonialistischen Herrenmenschentum der frühen Jahre ganz zu schweigen – diskreditiert und sich selbst ins Abseits gestellt.

## Denkmale und Einzelplastiken (Auswahl)

Johannes-Brunnen, Johanneum 1907; Lübeck
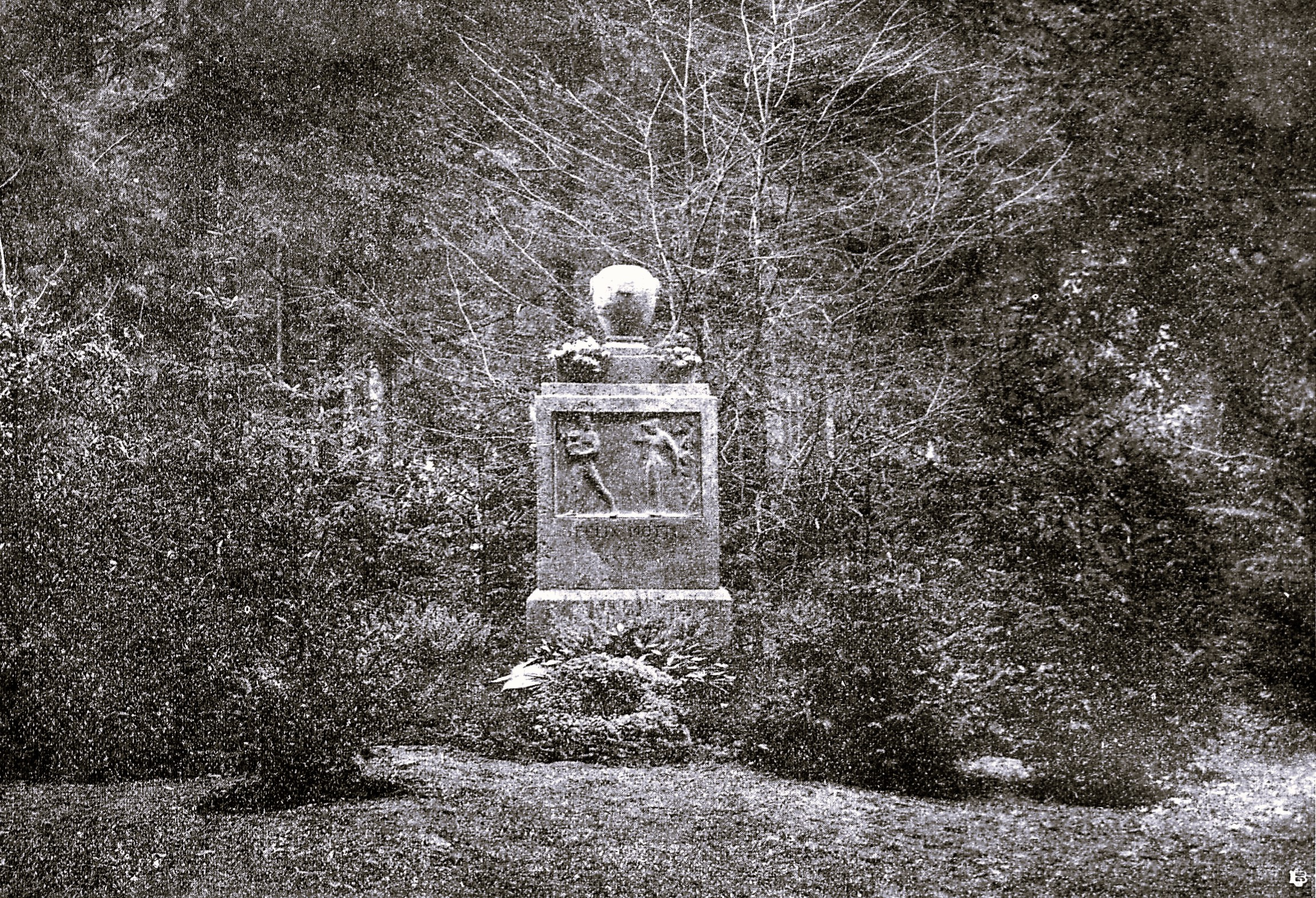
Grab von Felix Mottl vor 1912
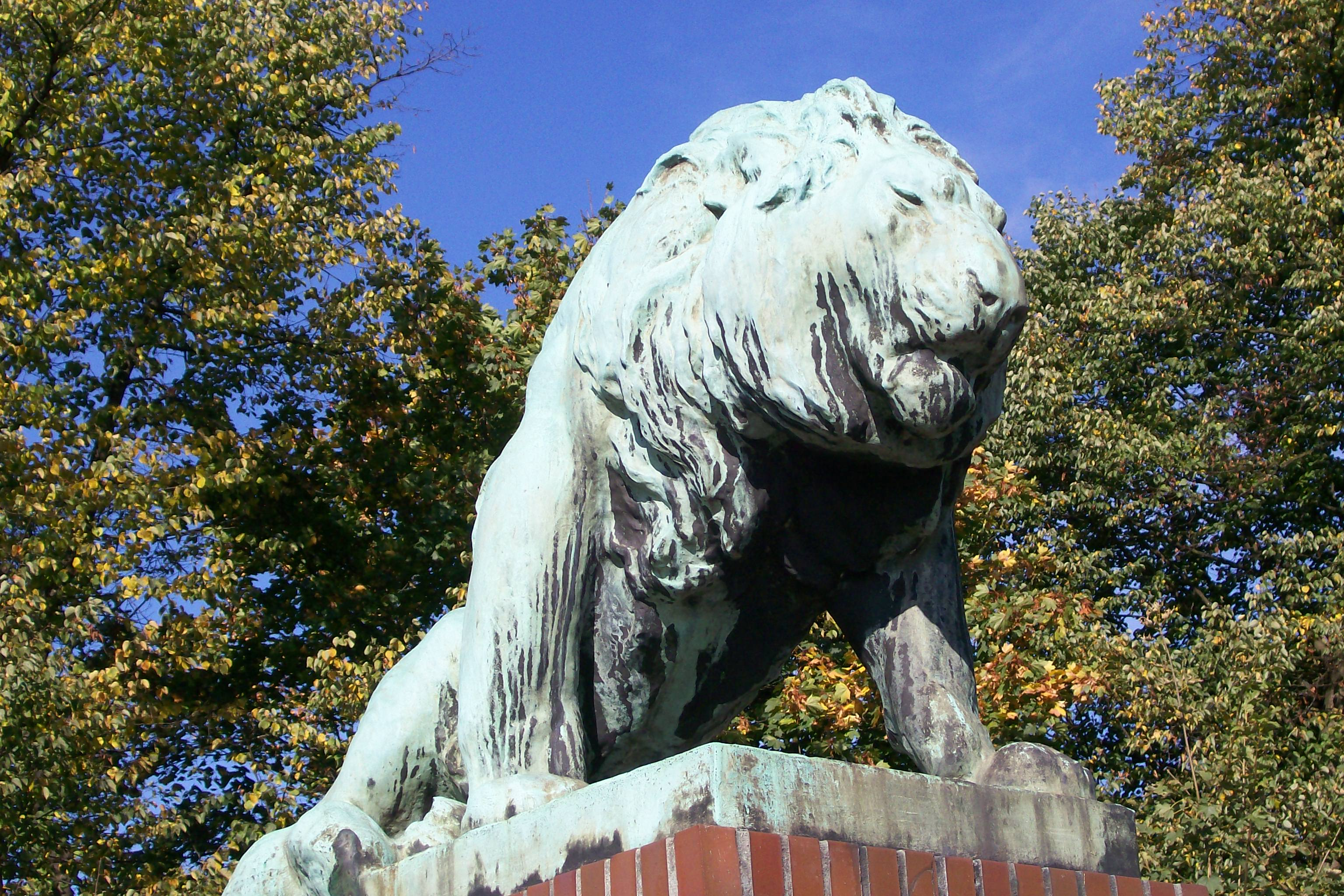
Linker Burgtorlöwe 1913; Lübeck
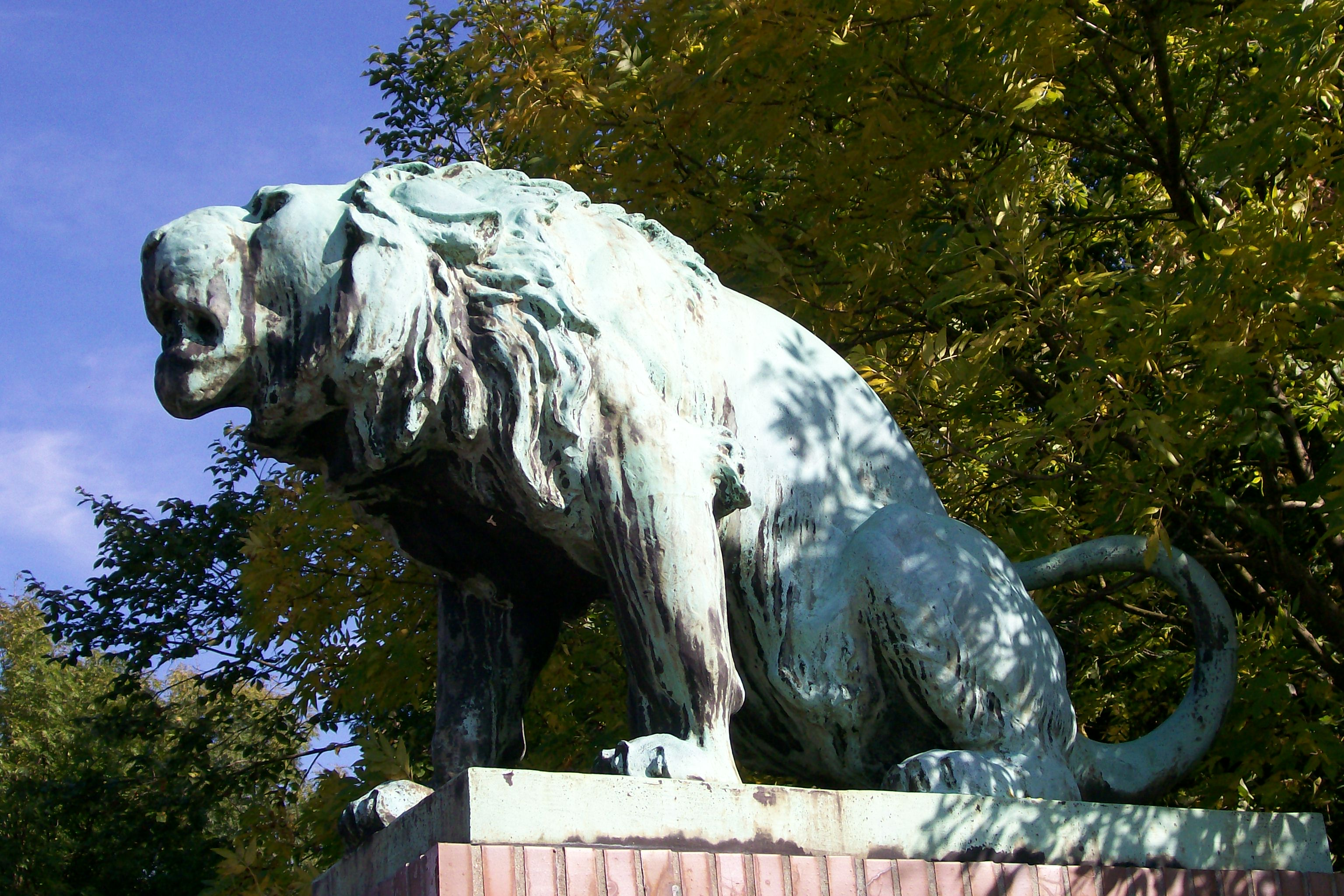
Rechter Burgtorlöwe 1913; Lübeck
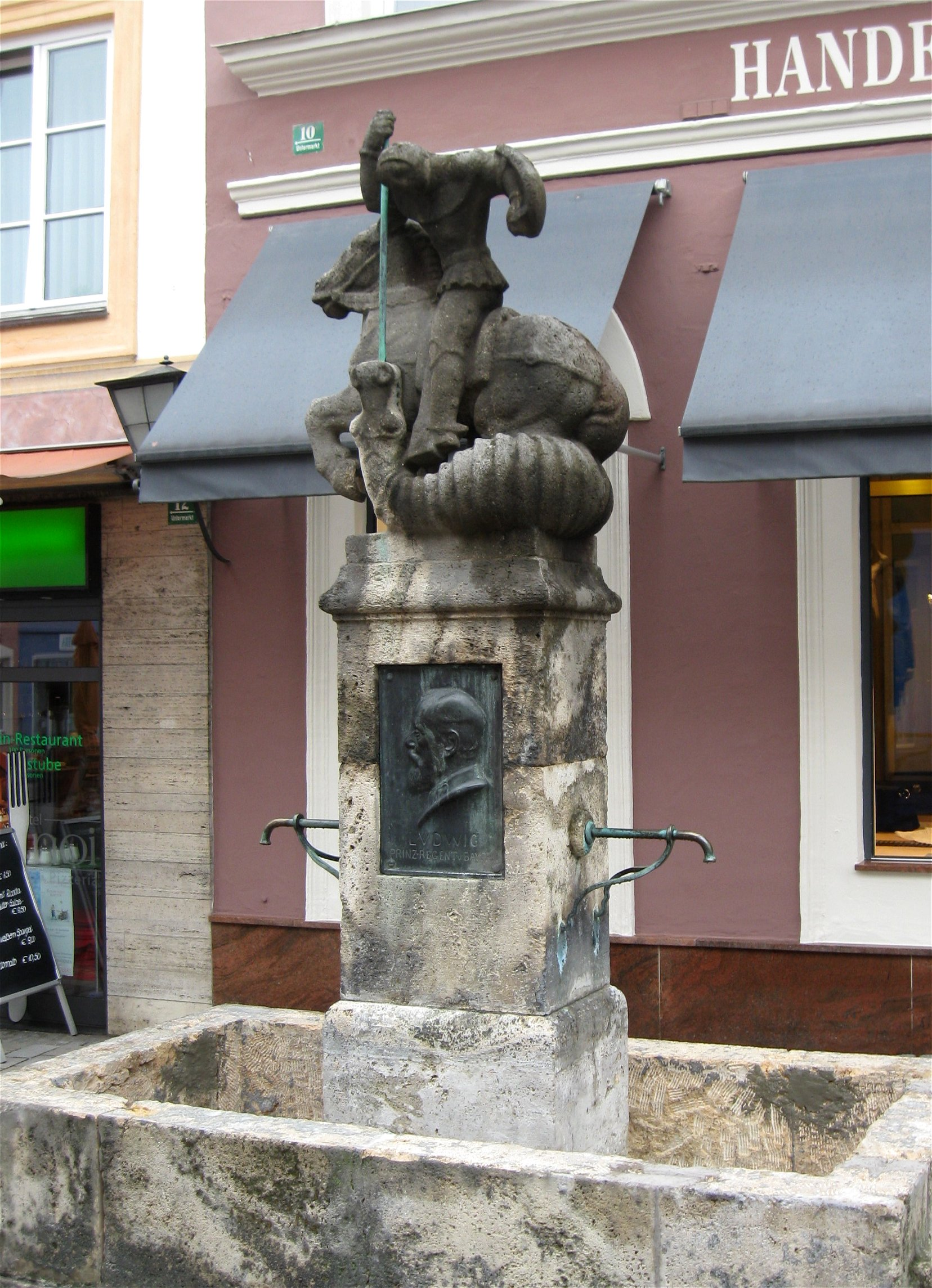
Prinzregent-Ludwig-Brunnen Murnau am Staffelsee (1913)
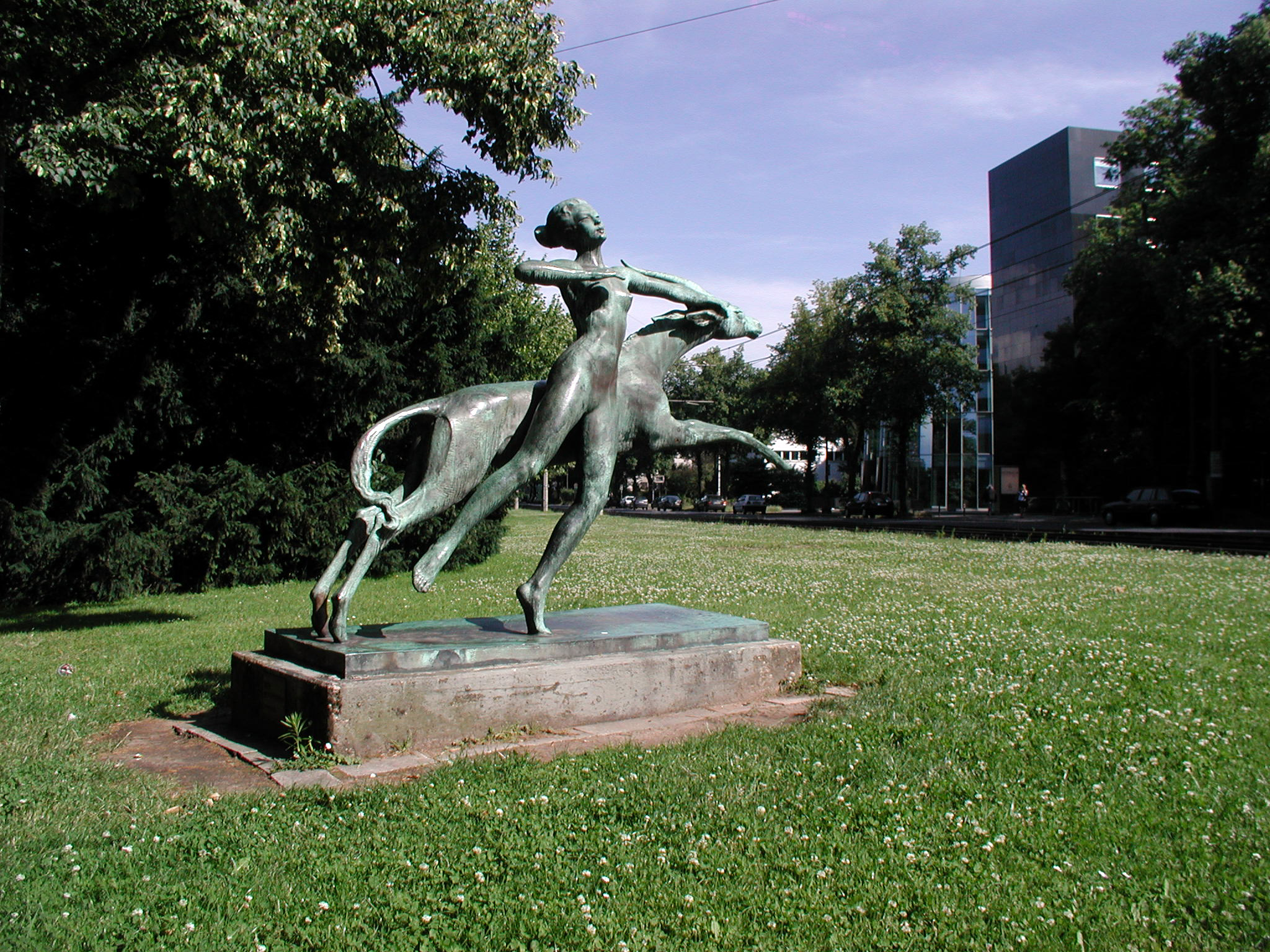
Diana mit springender Antilope 1916
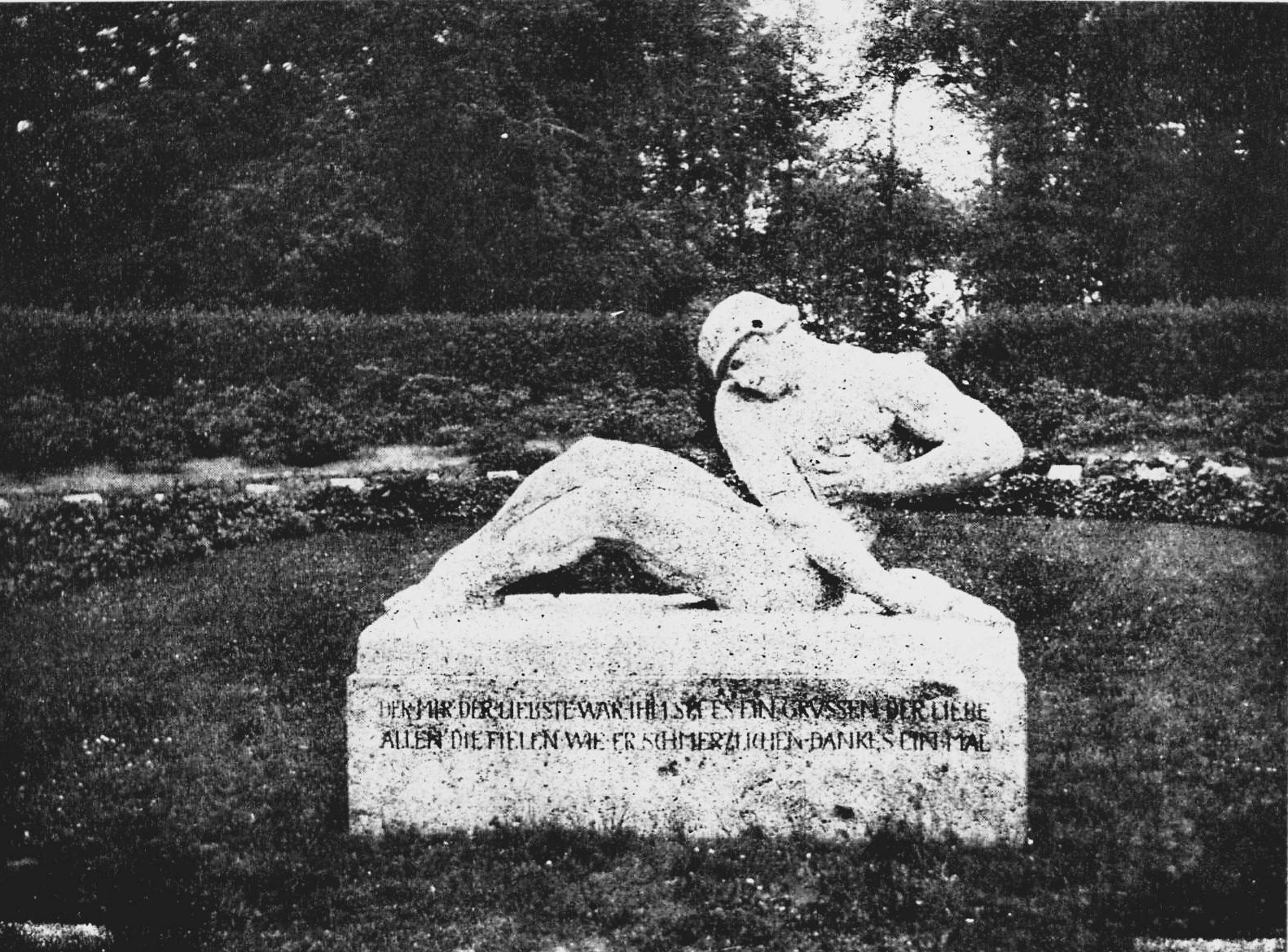
Sterbender Krieger (1919; 1920 aufgestelltes Ehrenmal für Hans Küstermann, Behns Schwager, auf dem Lübeckischen Ehrenfriedhof Lübeck)
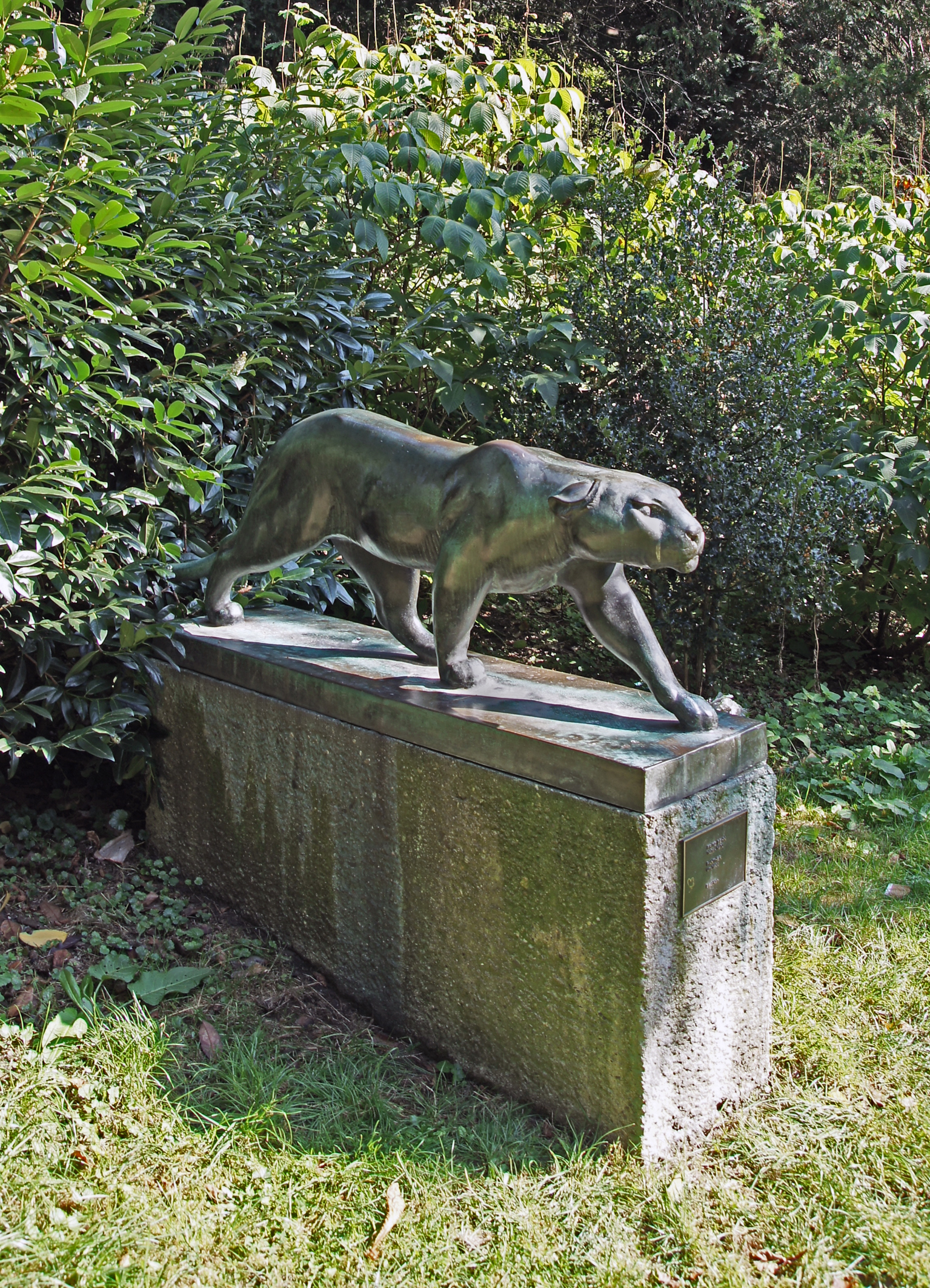
Panther, Südpark Köln um 1920
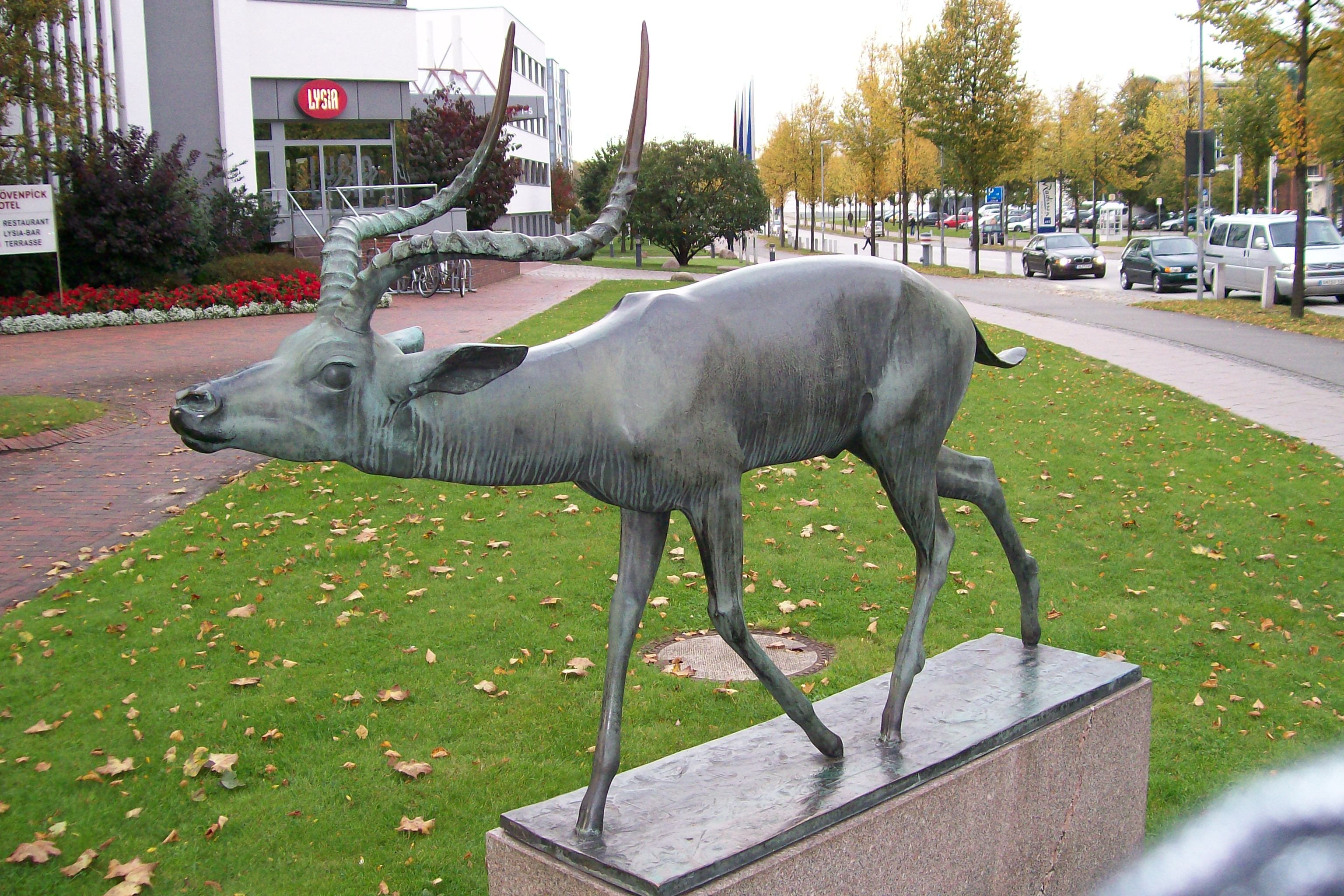
Schreitende Antilope 1925; Lübeck, Nähe Holstentor
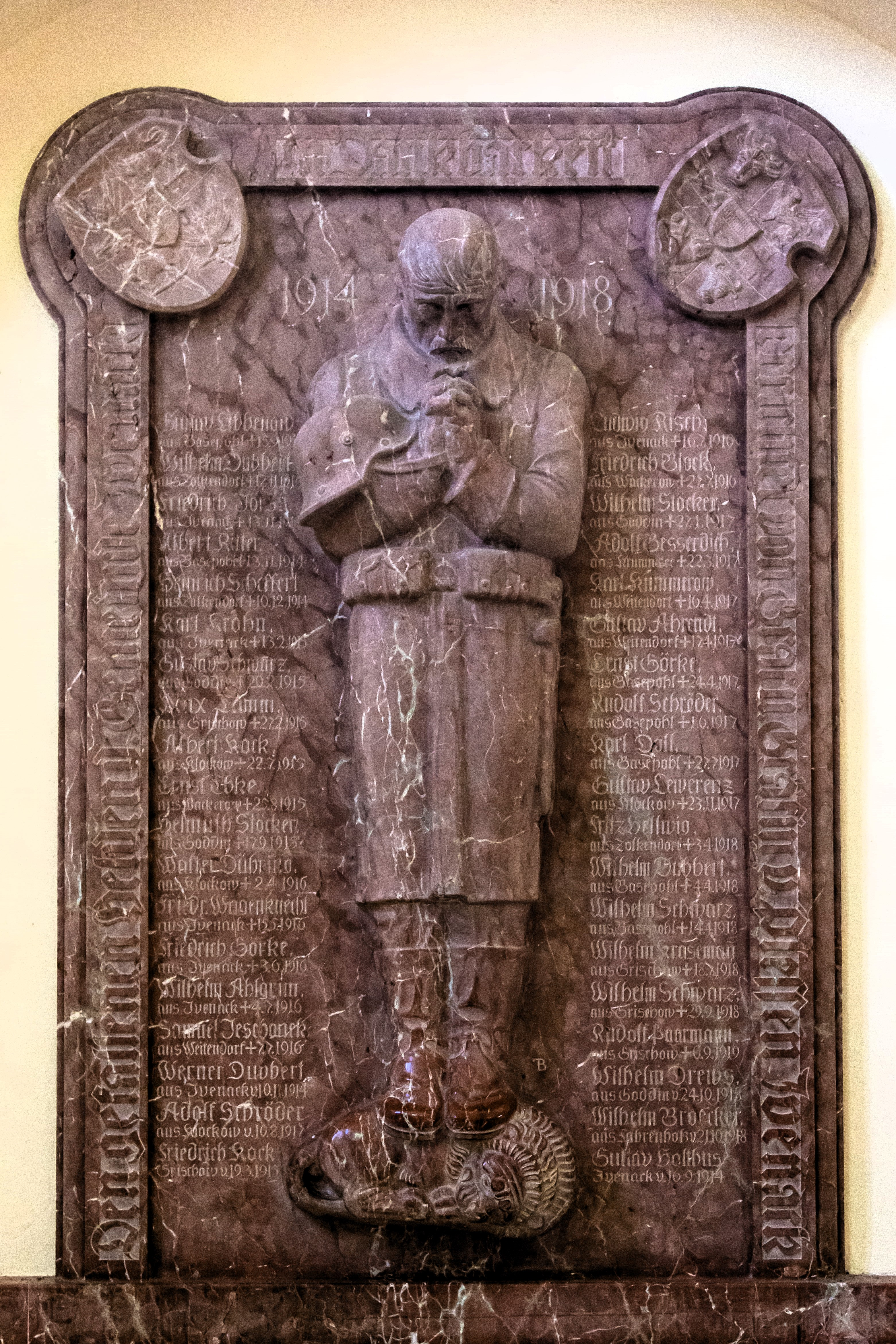
Gefallenen-Ehrenmal zu 1914/18 mit Motiv „im Felde unbesiegt“ (vgl. Dolchstoß-Legende)[25] (vor 1929; Schlosskirche in Ivenack, Mecklenburg)
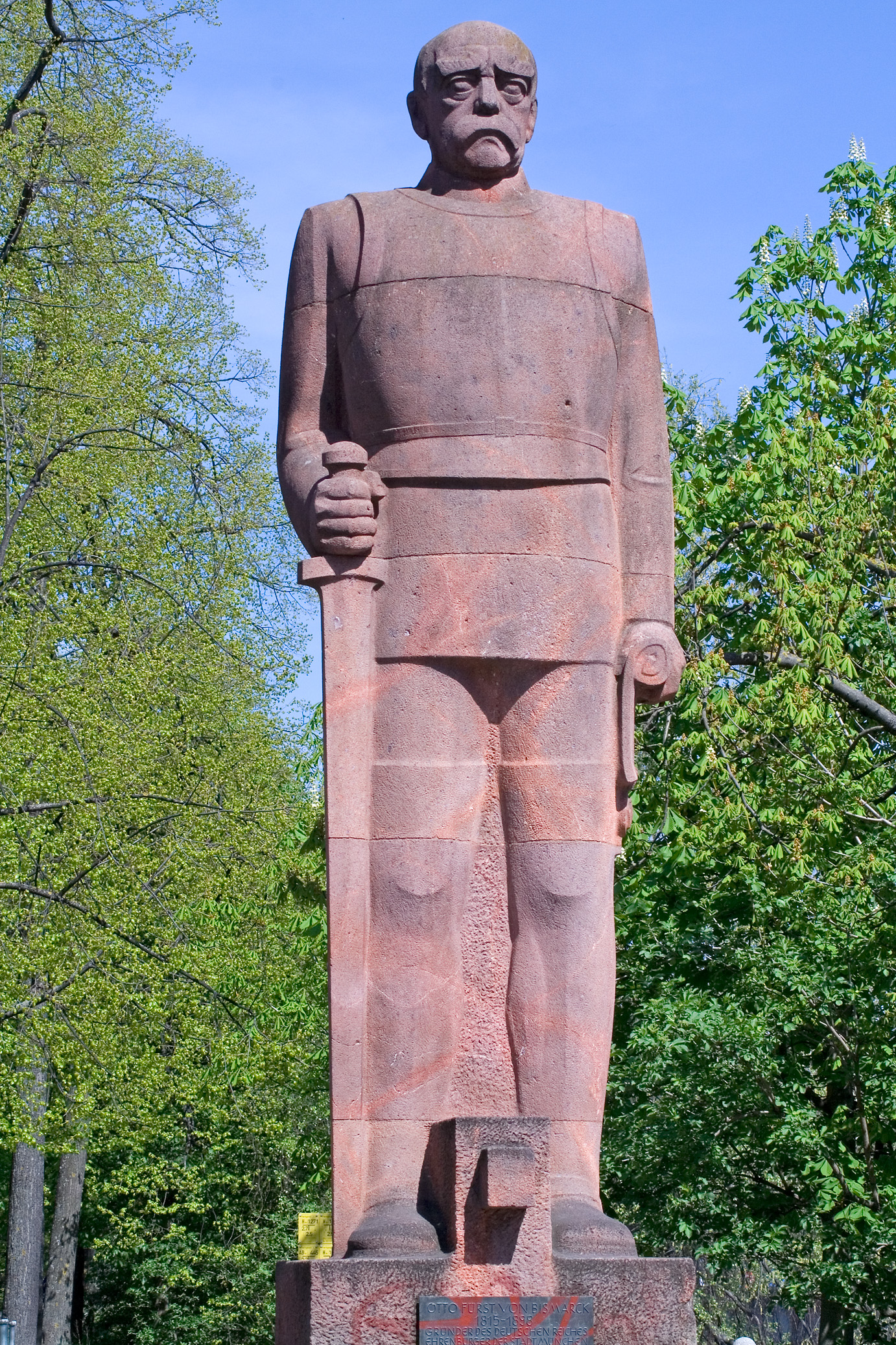
Bismarck-Denkmal 1931; München
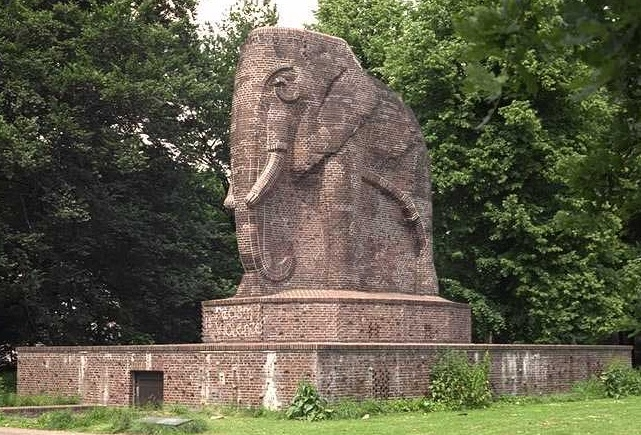
Reichskolonialdenkmal (1932) bzw. Antikolonialdenkmal 1989; Bremen
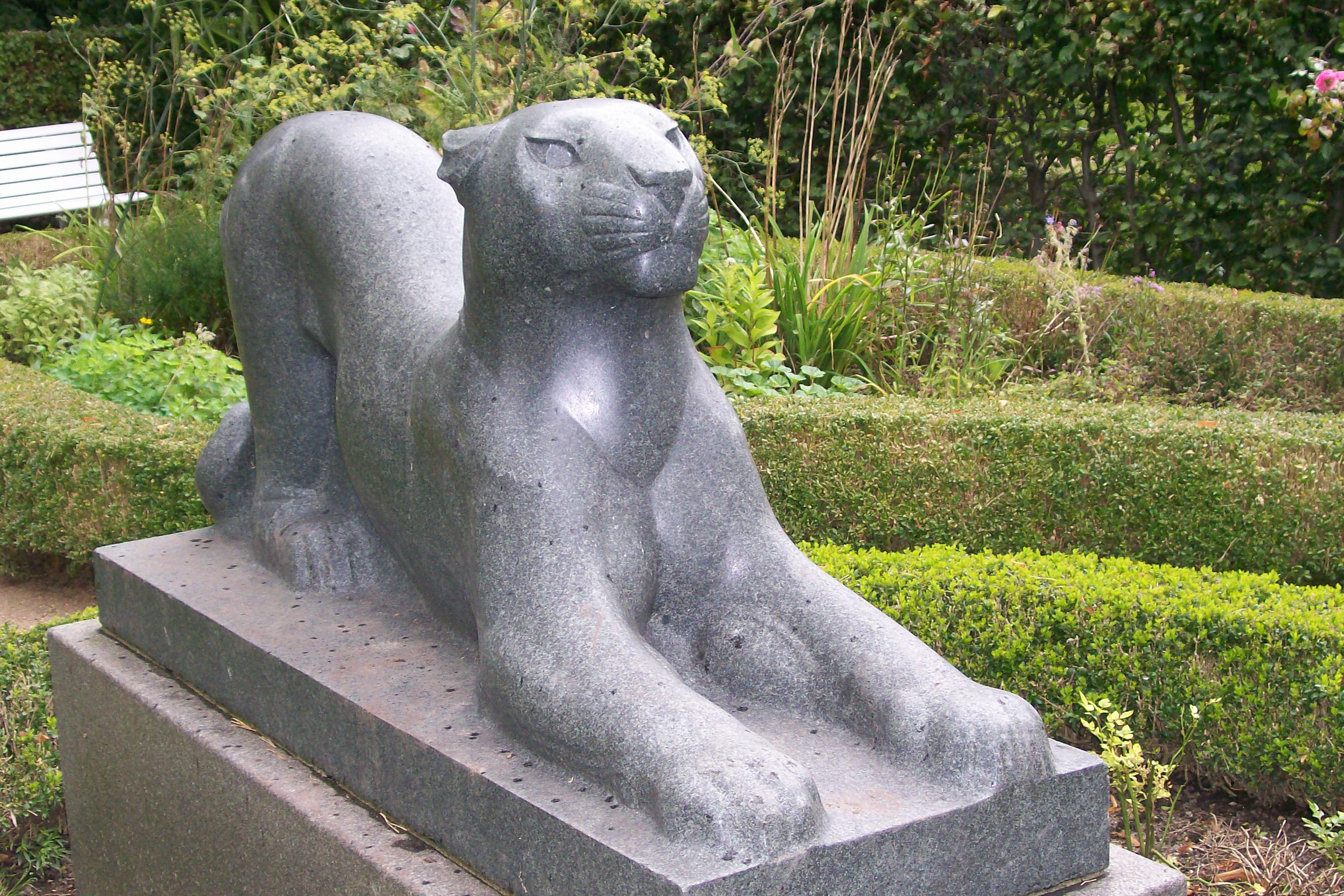
Panther, Schulgarten 1934; Lübeck
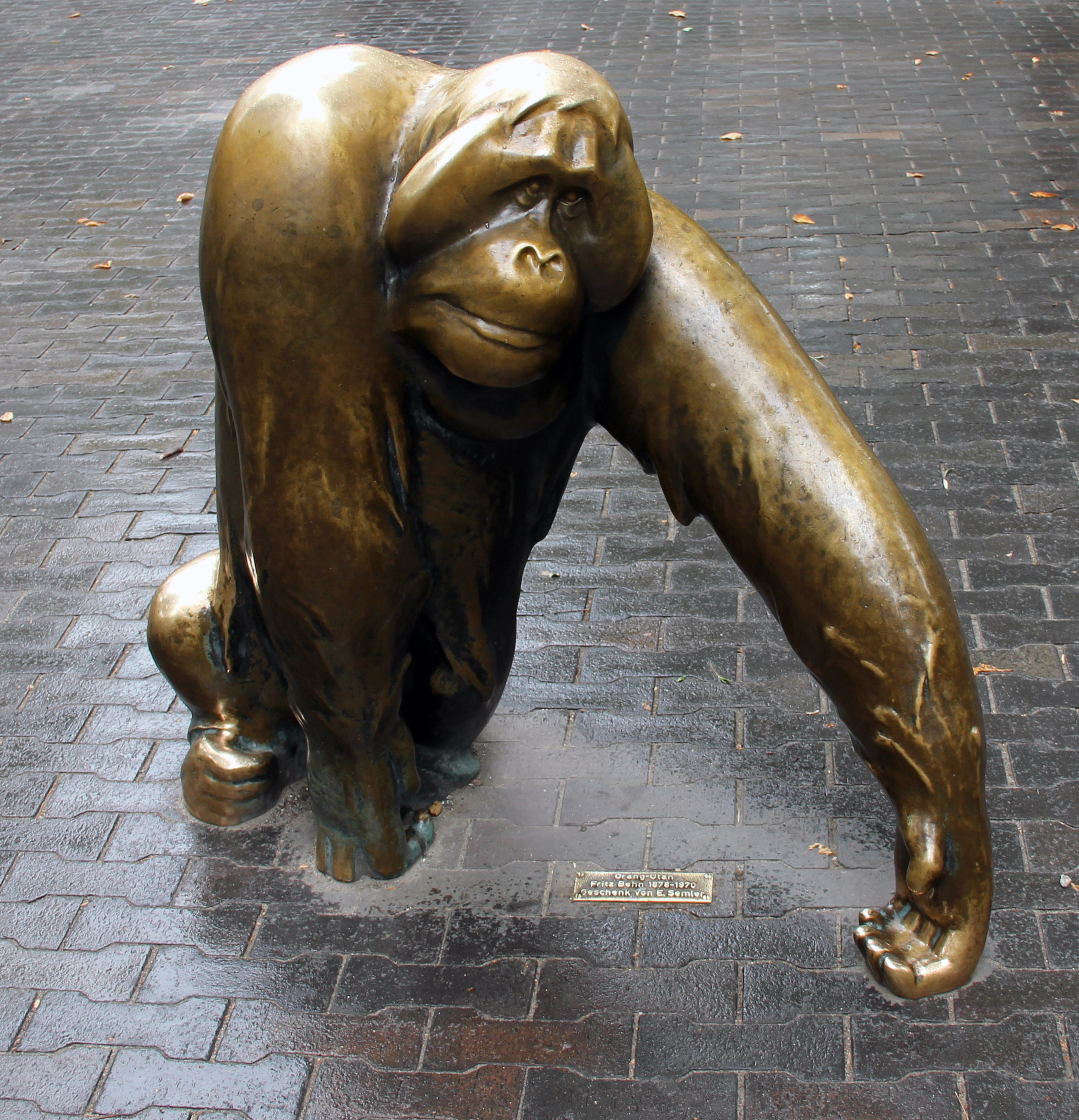
Orang-Utan von 1935 im Zoologischen Garten Berlin
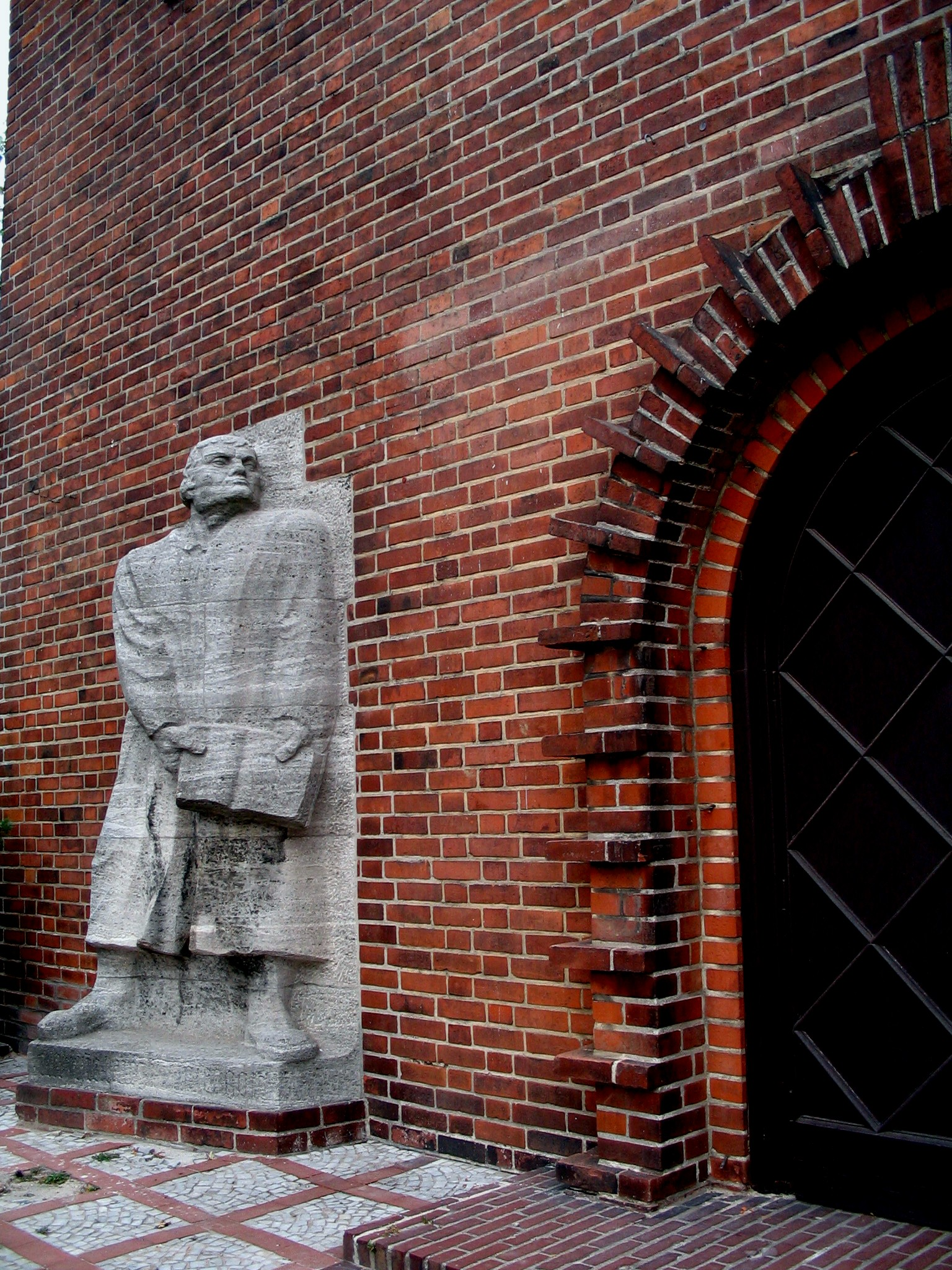
Martin Luther neuerrichtete Lutherkirche 1937; Lübeck
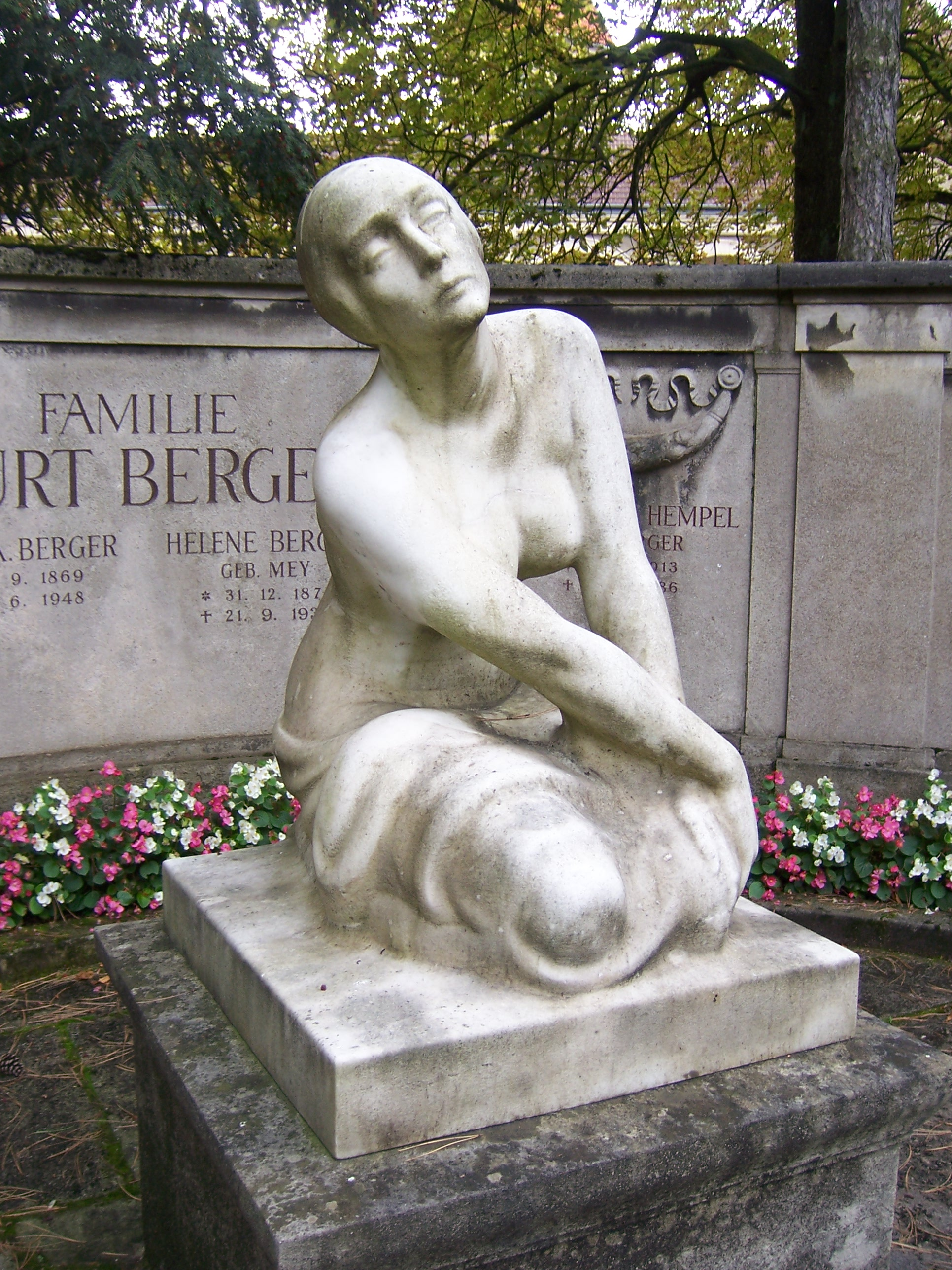
Trauernde (nach 1948); Leipzig, Südfriedhof, Grabmal Familie Curt Berger (Schwiegersohn des Gründers von Mey & Edlich)
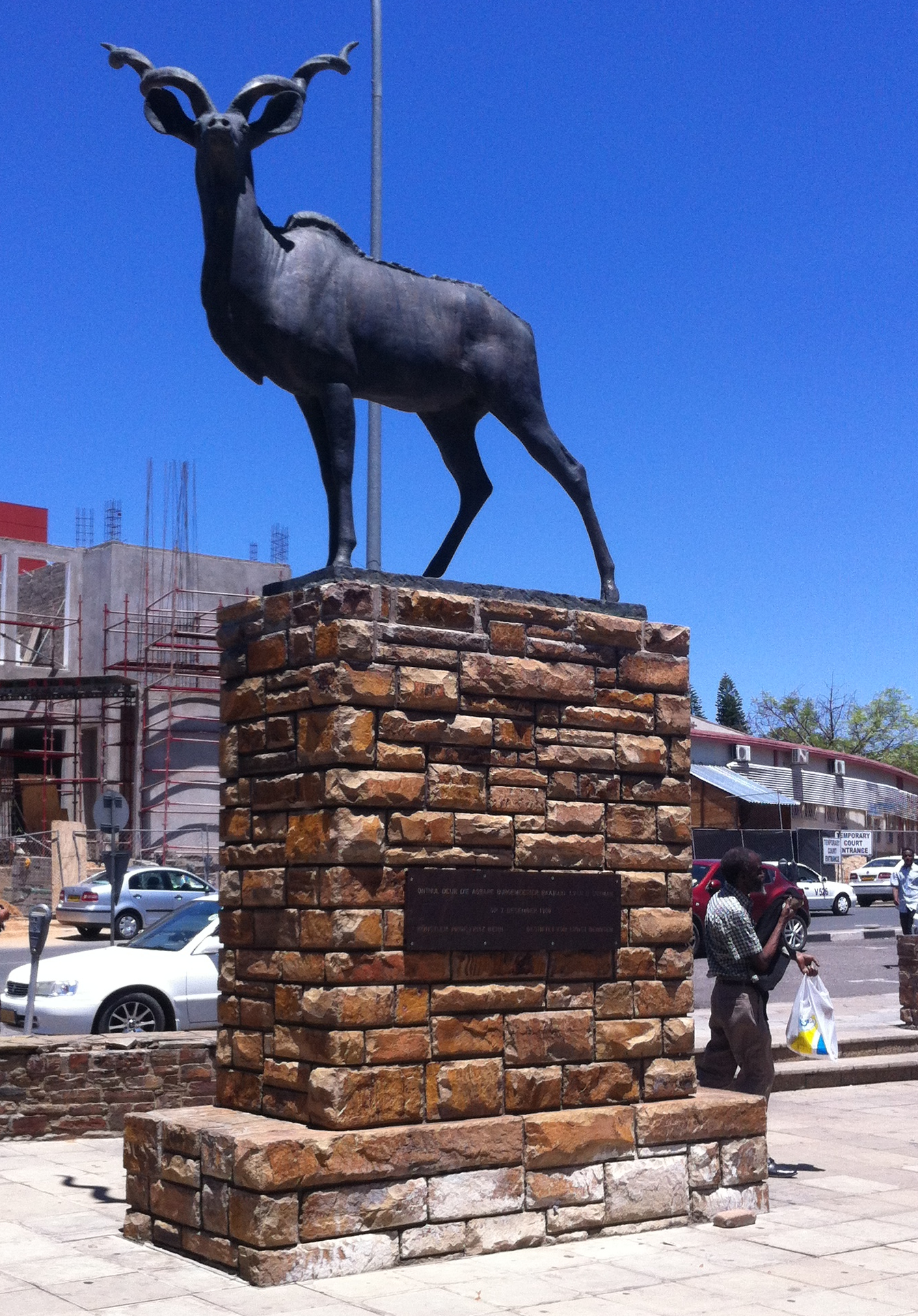
Kudu-Plastik an der Independence Avenue in Windhoek 1960; Namibia
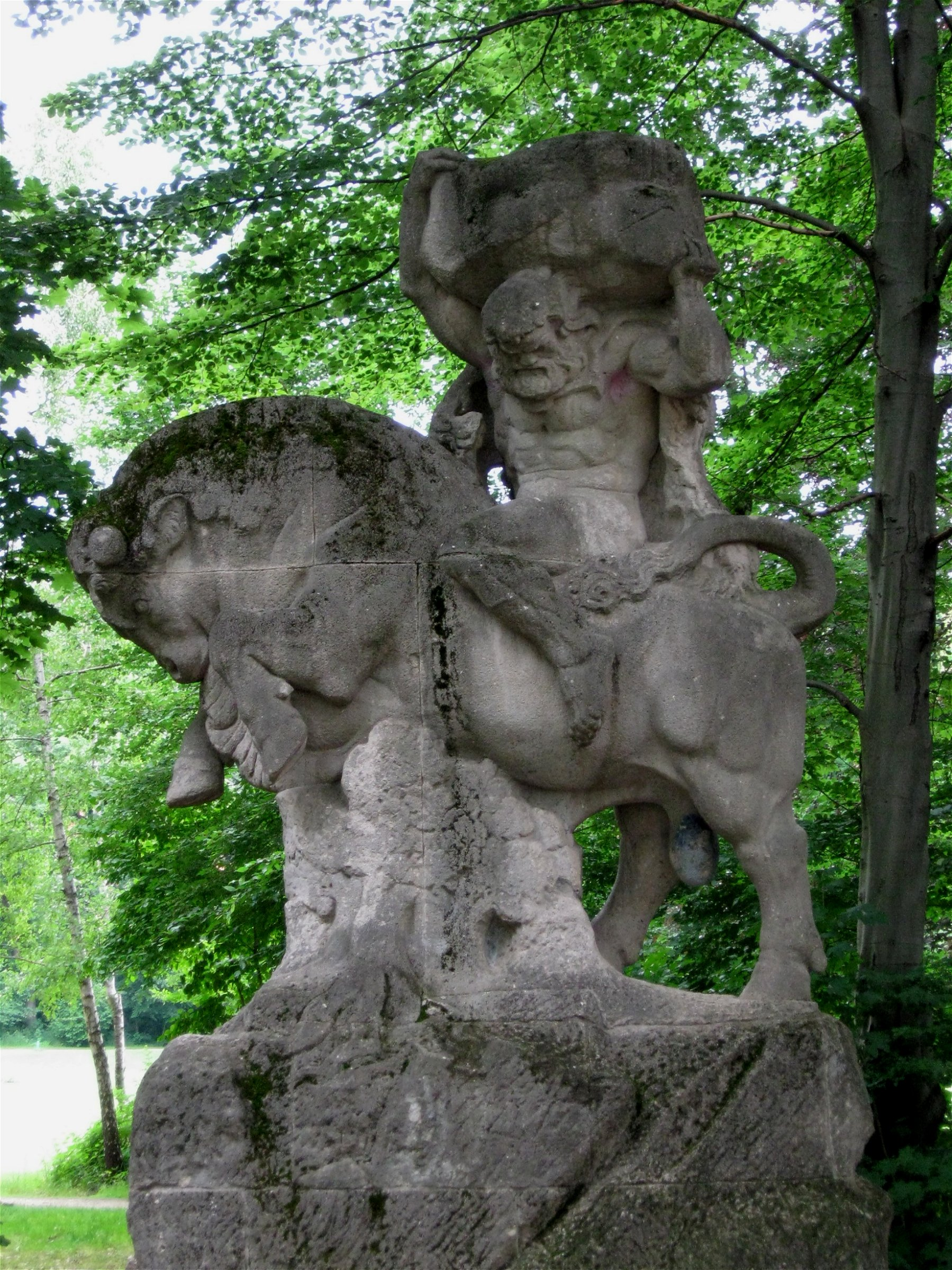
Kraft München

- Todesgenius, Grabmal Daniel Schutte (1901; Hamburg, Ohlsdorfer Friedhof)[72]
- Sitzender Knabe, Grabfeld Familie Cohen (1901; Hamburg, Ohlsdorfer Friedhof)[73]
- Geflügelter Chronos, Grabfeld Familie Held (1904; Hamburg, Ohlsdorfer Friedhof)[74]
- Brahms-Herme (um 1906)[75]
- Johannes der Täufer, Brunnen auf dem Schulhof des Johanneum zu Lübeck (1907)
- Schillerbrunnen im Essener Stadtwald (1907/1908)[76]
- Wettbewerbsentwurf für ein Bismarck-Nationaldenkmal auf der Elisenhöhe bei Bingerbrück (1910; gemeinsam mit dem Architekten Paul Bonatz; nicht prämiert).[77]
- Jüngling mit Füllhorn, Grabmal Sieveking, Hamburg Ohlsdorfer Friedhof (1911) (Ohlsdorf Kat. Nr. 586)
- Stehender Massai, Bronzeplastik (1910).
- Büste des Staatssekretärs Solf, Bronzeplastik (vor 1912)[78]
- Der Tänzer Nijinski, Porzellanfigur (1912)
- Diana mit springender Antilope in Köln (1916)
- Sterbender Krieger, Ehrenfriedhof (Lübeck), Travemünder Allee (1919)
- Pantherplastik, Südpark, Köln-Marienburg (um 1920)
- Sämann, Bronzeplastik in Ehrwald (1925)
- Schreitende Antilope in der Nähe des Holstentors in Lübeck (um 1925)
- Kriegerdenkmal im Alten Stadtgarten in Viersen (1926)
- Projekt Reichs-Kolonial-Ehrenmal nahe der Wartburg, nicht realisiert (1930)
- Koloniales Ehrenmal für Bremen (1932), siehe auch Hermann-Böse-Gymnasium
- Tierplastiken im Lübecker Eschenburgpark Lübeck
- Bismarckstatue beim Deutschen Museum in München (1931)
- Fauchender Leopard, Behnhausgarten Lübeck (1932)
- Panther im Lübecker Schulgarten (1934)
- Panther in Landsberg am Lech (1937)[79]
- Reh, an der Stadtbibliothek Lübeck-Schlutup (um 1934)
- Röhrender Hirsch (undat.)
- Benito Mussolini (1934)
- Orang-Utan, Granitskulptur im Zoologischen Garten Berlin (1935)
- Martin Luther, Wandplastik aus Muschelkalk an der Lutherkirche in Lübeck (1937)
- Bildnisbüste Wilhelm Furtwängler in der Österreichischen Galerie Belvedere (undat.)
- Bildnisbüste Karl Hoppenstedt (erster Präsident des Landgerichts Lübeck) im Flur des Sitzungsflügels des Landgerichts Lübeck (undat.)
- Bildnisbüste Hans Knappertsbusch in der Österreichischen Galerie Belvedere (undat.)
- Porphyrbüste Benito Mussolini (1934)
- Bildnisbüste Hans Pfitzner in der Österreichischen Galerie Belvedere (undat.)
- Bronzebüste Heinrich von Srbik (undat.)
- Bildnis Richard Strauss in der Sammlung Fritz Kiehn (undat.)
- Büste von Paul von Lettow-Vorbeck (1960)
- Kudu. Bronze-Plastik auf gemauertem Sockel an der Independence Avenue (damals Kaiser St.) in Windhoek, Namibia (1960)
- Monument Albert Schweitzer (Gunsbach), Frankreich (1969)

## Schriften
- Skizzen aus dem Heiligen-Geist Hospital zu Lübeck (14 Bildtafeln nach Aquarell- und Öl-Bildern in Liebhaberdruck. 14 Texttafeln in Facsimiledruck.) Ernesto Tesdorpf, Lübeck 1899.
- Naturerhaltung und Wildmord in Deutsch-Ostafrika – ein Kulturskandal. 1911 Naturwissenschaftliche Wochenschrift, 10(51), S. 801–807.
- Zur Frage der Mischehen. In: Süddeutsche Monatshefte. 10/1, 1912/13, S. 156 ff.
- Afrikanische Visionen. 14 Lithographien. Piper, München 1914.
- „Haizuru…“ Ein Bildhauer in Afrika (mit 16 Zeichnungen und 100 photographischen Aufnahmen des Verfassers) G. Müller, München 1917.
- Amerikanismus in Deutschland. In: Süddeutsche Monatshefte. H. 27 (1919), S. 672 ff.
- „Freiheit“. Politische Rand-Bemerkungen. Riehn, München 1920.LaL4
- Kunst und Tendenz, mit Nachwort von Wilhelm Weiß. In: Völkischer Beobachter. Nr. 94, 24. April 1929.[80]
- Kwa Heri, Afrika! Gedanken im Zelt (mit 16 Zeichnungen des Verfassers) Cotta, Stuttgart/Berlin 1933LaL4
- Bei Mussolini. Eine Bildnisstudie. Cotta, Stuttgart/Berlin 1934LaL1
- Tiere. (Geleitwort von Ludwig Heck) Cotta, Stuttgart/Berlin 1934.
- Deutsches Wild im deutschen Wald. Cotta, Stuttgart 1935 (mit 20 Zeichnungen und einem Bildnis Behns).
- Beitrag zu: Oswald Spengler zum Gedenken. Hrsg. von Paul Reusch, Bearbeitet von Richard Korherr, Nördlingen 1938, DNB 57866934X/04 (Titelblatt mit Büste Spenglers von Behn).

Bei den mit LaL gekennzeichneten Schriften handelt es sich um Schriften, die in der „Liste der auszusondernden Literatur“ der Sowjetischen Besatzungszone aufgeführt sind. Die Ziffern bezeichnen den dazugehörigen Einzeltitel, in dem das Werk von Behn gelistet ist.

## Nachlass
Der schriftliche Nachlass von Fritz Behn befindet sich im Deutschen Kunstarchiv im Germanischen Nationalmuseum in Nürnberg.